# Révolution égyptienne de 2011
Pour les articles homonymes, voir Révolution égyptienne.
La révolution égyptienne de 2011 (en arabe ثورة 25 يناير - thawrah 25 yanāyir, révolution du 25 janvier), est une série d'événements (manifestations, grèves, occupation de l'espace public, destruction de bâtiments et symboles du pouvoir, affrontements avec les forces de l'ordre) ayant abouti à la démission du président Hosni Moubarak et à une libéralisation du régime.
La révolution commence par des manifestations le 25 janvier 2011. Tout comme la révolution tunisienne, la révolution égyptienne s'est déclenchée en réponse aux abus de la  police égyptienne, à la corruption, mais aussi à l'état d'urgence permanent et à ses procédures expéditives. Les facteurs démographiques structurels, le chômage, le manque de logements, l'augmentation des prix des biens de première nécessité et le manque de liberté d'expression sont également des causes importantes des manifestations,, ainsi que les conditions de vie urbaines très dégradées pour les classes populaires,. L'objectif premier des manifestants était d'obtenir la fin de l'État policier et la démocratie, qui passait d'abord par le départ du président égyptien Hosni Moubarak, au pouvoir depuis le 14 octobre 1981, et une répartition plus juste des richesses. Réunissant des manifestants de divers milieux socio-économiques, c'est le plus grand mouvement populaire qu'ait jamais connu l'Égypte. Le mouvement aboutit le 11 février 2011 au transfert du pouvoir à l'armée tandis que le président Moubarak se retire dans sa résidence de Charm el-Cheikh.
Alors que la transition politique se met en place, les mouvements sociaux prennent le relais de la contestation politique, à la fois sur le mode de la contestation de hiérarchies corrompues et de revendications sociales : conditions de travail, salaires, protection sociale. Les manifestations continuent chaque semaine, place Tahrir, pour compléter le changement de régime : dissolution du Parti national démocratique (PND), l’ancien parti au pouvoir, mise en accusation des personnalités du régime corrompues et des responsables des centaines de manifestants tués par la police, libération des prisonniers politiques, etc. Outre les revendications sociales qui restent fortes, le pays est agité par les affrontements confessionnels. Le différend sur le règlement judiciaire de la révolution relance la révolution lors des journées des 29 et 30 juin.
La révolution égyptienne est aussi surnommée Révolution de ou du papyrus,, révolution du 25 janvier, révolution du lotus ou encore révolution du Nil.

## Contexte

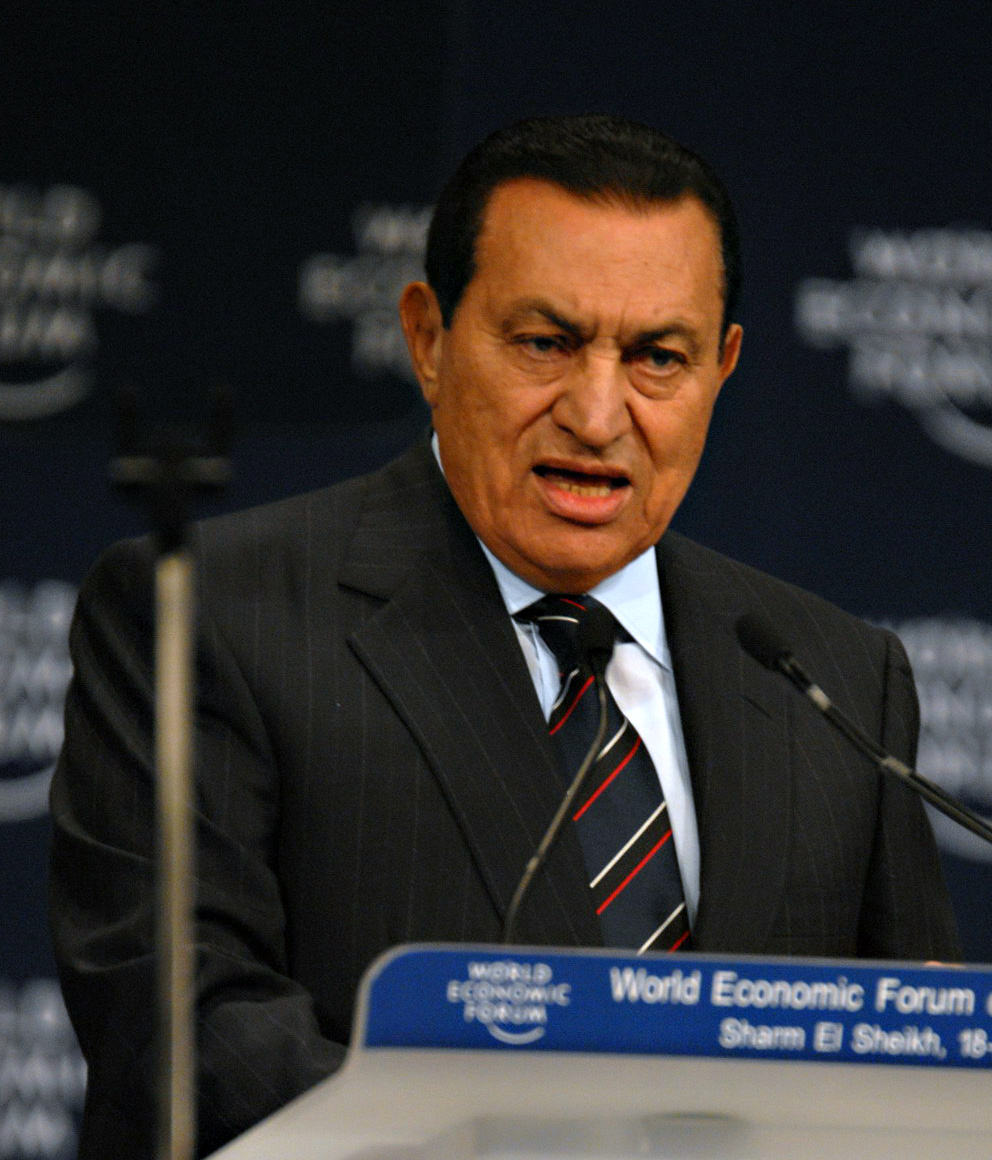
Hosni Moubarak, président égyptien de 1981 à 2011.

### Inégalités et pauvreté accentuées par la corruption et le népotisme
Le pays doit faire face à des problèmes socio-économiques majeurs, l’économie étant un des facteurs clés de l’insurrection selon Jean-François Daguzan.
Même si l'Égypte n'est pas aussi riche en ressources pétrolières que d’autres pays arabes, son économie reste une économie rentière. La plupart des rentes égyptiennes sont dépendantes de la conjoncture économique mondiale :
- le tourisme (11,6 milliards de $ en 2009-2010[22], soit de 14 à 19 % du produit intérieur brut (PIB) selon les années[23]) ;
- le canal de Suez (4,4[24] à 4,7 milliards de $ sur le même exercice[22], soit de 3 à 4 % du PIB[23]) ;
- les transferts financiers des émigrés (9,8 milliards de $[22], soit de 9 à 13 % du PIB[23]) ;
- le pétrole et le gaz naturel : la consommation interne diminue la part de la production exportée[25], mais les hydrocarbures continuent de contribuer pour 4,5 à 8 % au PIB[23] ;
- et l’aide américaine (2 milliards en moyenne, en baisse ces dernières années : l’aide militaire reste stable à 1,3 milliard en 2009, l’aide au développement baisse de 815 millions de dollars en 1998 à 250 millions en 2009)[26].

Les investissements étrangers restent faibles, et sont constitués essentiellement d’achats d’entreprises privatisées. Les tentatives de diversification dans l’industrie n'obtiennent qu'un succès limité, la bureaucratie obérant tout développement et le secteur public demeure prépondérant. Les exportations ne couvrent pas la moitié de la valeur des importations. Les projets de développement financés par l’État concernent principalement des villes nouvelles, destinées à la bourgeoisie nationale et aux étrangers (tourisme). Les fonds de développement nationaux ne financent que ce type de projets, et des secteurs entiers sont délaissés, les services publics sont en complète capilotade, comme le montre l’incendie du Sénat en 2009, ou les innombrables accidents des chemins de fer et de la route. La comparaison avec la Turquie, pays musulman qui a réussi sa démocratisation et son décollage économique, est au désavantage de l’Égypte, ce qui augmente le sentiment de frustration.
Le régime Moubarak mène dans les années 1990 et 2000 une politique d’Infitah (« ouverture des portes », libéralisation), qui développe le secteur privé principalement par privatisations d'entreprises publiques. Cette ouverture vaut à l’Égypte le prix de « meilleur réformateur mondial » de Doing Business en 2007, malgré les malversations qui entachent le processus de privatisation,. Le régime a ainsi provoqué un nouveau patronat, décrit comme une bourgeoisie parasite, favorisée par la fiscalité et enrichie par les privatisations, et qui soutient le régime,,. Une oligarchie plus large accapare les revenus de rente de l’économie égyptienne.
Portés par la conjoncture mondiale en 2005-2008, les revenus rentiers sont directement affectés par la crise : les transferts des migrants, obligés de revenir en Égypte car sans travail dans le Golfe, sont en forte baisse de 2008 à 2010, et les revenus tirés du tourisme, en baisse, bien que la fréquentation soit en hausse.
Les estimations nationales du pourcentage de la population vivant sous le seuil de pauvreté sont basées sur des enquêtes de sous-groupes, avec les résultats pondérés par le nombre de personnes dans chaque groupe. La définition de la pauvreté varie considérablement entre les nations. Par exemple, les pays riches emploient généralement des normes plus généreuses de la pauvreté que les pays pauvres (CIA World Factbook). Plus de 40 % de la population, soit environ 32 millions d'Égyptiens, vit avec moins de 2 dollars par jour, et au moins les deux tiers des Égyptiens sont pauvres. Cette pauvreté d’une partie de la population a été aggravée par la politique d’Infitah et la crise de 2008, au point qu’au cours de l’hiver 2010-2011, une partie de plus en plus grande de la population ne pouvait plus nourrir ses enfants. Cette situation avait été en partie masquée par les indicateurs économiques égyptiens, falsifiés par le régime Moubarak,. La pauvreté a été encore accrue par la crise économique de 2008, bien que certains économistes défendent la thèse d’une résilience de l’économie égyptienne.
La croissance démographique rapide, doublée d’une urbanisation de la population, accentue les difficultés et favorise les contestations. En 1981, à la prise de pouvoir de Moubarak, le pays comptait quarante millions d'habitants ; en 2010, c’est le plus peuplé des pays arabes avec plus de 80 millions d'habitants. La population égyptienne est très jeune : il y a ainsi plus de 50 % de moins de 25 ans, dont 20,2 % entre 15 et 24 ans. Les diplômés du supérieur représentent 31 % d'une classe d’âge et ces jeunes qualifiés n‘ont que peu d’espoir de trouver à employer leurs compétences : alors qu’il y a 700 000 nouveaux diplômés chaque année, l’économie égyptienne ne fondé que 200 000 nouveaux emplois par an,. Ainsi, 50 % des hommes de 15 à 29 ans et 80 % des femmes du même âge, diplômés du supérieur sont au chômage. Ces jeunes sont particulièrement à même de critiquer l’accaparement des richesses du pays et la corruption des classes dirigeantes (indice de 3,1 selon Transparency International), alors même que la place de l’État, autrefois protecteur, n’a cessé de reculer lors des ajustements structurels imposés par le FMI et la Banque mondiale ; il n’existe ainsi aucune allocation chômage.

### Remise en cause de la réforme agraire
Depuis 1997, les réformes agraires de Nasser ont été fortement remises en cause par la mise en application de la loi 96,, dans le cadre de la libéralisation de l’agriculture voulue par les élites et USAID. Le triplement des loyers réglementés de la terre entre 1997 et 2002, puis leur libéralisation, ont entraîné des hausses cumulées de 1000 % en moyenne entre 1992 et 2007. Ces hausses ont plongé dans la pauvreté six millions de petits paysans,. Les trois quarts d’entre eux au moins ont dû renoncer à louer des terres pour se salarier. De plus, les familles de grands propriétaires et les dignitaires du régime, soutenus par la police et disposant d’importants effectifs d’hommes de main, parfois équipés de blindés, spolient violemment ces paysans depuis 1997. En quinze ans, des milliers d’affrontements ont ainsi opposé, dans des combats ruraux ou devant les tribunaux, des dizaines de milliers de paysans à des grands propriétaires,, pour un bilan d’au moins 290 morts et 1 791 blessés de 1998 à 2004, plus des milliers d’arrestations, y compris d’enfants. La répartition des eaux d’irrigation occasionne aussi de plus en plus de conflits, dont le principal est la « révolte des assoiffés » en 2006. Les organisations paysannes ont été interdites par le pouvoir, ce qui a empêché leurs luttes de déboucher sur une action collective de grande ampleur,.

### Précarité alimentaire
Le pays n'est pas auto-suffisant : l’Égypte est le plus grand importateur de blé de la planète, alors que les prix des produits alimentaires sont à leur maximum historique, situation aggravée en Égypte par l'inflation élevée (10 à 15 %). Une situation similaire avait déjà provoqué des émeutes de la faim importantes en 2008 (avec une quinzaine de morts). Même après le renversement de Moubarak, ces émeutes peuvent donc se renouveler.

### Blocage politique et institutionnel
L’Égypte est en état d'urgence depuis 1967 (guerre des Six Jours) à l'exception d'une courte période de dix-huit mois au début des années 1980. Sous ce régime, la police bénéficie de pouvoirs particuliers renforcés, débouchant sur des abus, allant des violences policières à la torture. Le cas de Khaled Saïd, battu à mort par la police égyptienne en juin 2010,, mais que la médecine légale avait autopsié comme mort d’une overdose de marijuana a particulièrement marqué la population du pays. L’extension de la corruption et de la torture, qui finit par concerner potentiellement les Égyptiens de toutes classes sociales, ont fait de l’État et de la police les ennemis communs de tous les Égyptiens. Enfin, l’état d'urgence suspend les droits constitutionnels et autorise la censure.
Le président Moubarak est aux commandes du pays depuis 1981 et prévoyait que son fils lui succéderait lors des élections présidentielles de 2011. Les institutions politiques ont été complètement verrouillées par différentes modifications de la constitution, notamment les amendements de 2007, et n’offrent pas de débouché aux demandes de la société,. Seuls sept millions d’Égyptiens peuvent voter. De la même manière, la loi 100 a bloqué le renouvellement des instances dirigeantes des syndicats, alors que dans le même temps la libéralisation de l’économie a rendu les demandes des ouvriers plus nombreuses. Ce blocage aboutit à la fondation de quatre syndicats indépendants de la Fédération des syndicats égyptiens (FSE) entre 2007 et 2011, dont ceux des Taxes foncières, des Retraités, et une association indépendante des enseignants. Enfin, tout changement est rendu impossible par l'importance prise par la corruption et l'oligarchie, qui est le seul appui du pouvoir.
La politique extérieure de l’Égypte, largement tributaire des États-Unis depuis trente ans, et donc bienveillante envers Israël, est très impopulaire dans la population, qui est anti-américaine et pro-palestinienne.
L’armée égyptienne joue un rôle politique de premier plan dans le pays, puisque tous les présidents depuis 1952 sont des militaires, de même que les principaux ministres. En principe l'armée est fidèle au président en place, mais les militaires ne sont pas favorables à une succession dynastique des Moubarak. Enfin, elle jouit d’une certaine popularité, à la fois par ses effectifs et par les réelles possibilités de promotion qu’elle offre, contrairement à la police où l’avancement se fait au favoritisme.

### Montée des tensions et élément déclencheur
Le chômage important, la vie chère et les salaires bas entraînent des grèves et manifestations de plus en plus fréquentes (266 en 2006, 614 en 2007, 630 en 2008 et de 700 à 1000 en 2009),,, voire plus pour Bárbara Piazza (3000 de 2004 à 2009), avec pour symbole la grève de l'usine textile de El-Mahalla el-Koubra en décembre 2006 (20 000 grévistes). Les revendications touchent tous les sujets, toutes les classes sociales : les pharmaciens sont en grève à 80 % en 2009 (ainsi que d’autres professions libérales), et les manifestations prennent toutes sortes de formes (défilé, sit-in, rassemblement, grève, pétition, occupation), sont devenues routinières, et servent tout type de revendications. L’année 2010 a semble-t-il été « prérévolutionnaire », le seul mois d’avril comptant 111 mouvements sociaux, et un nouveau mode d’action, le blocage de routes, faisant son apparition. Les partis traditionnels, ainsi que les Frères musulmans, sont absents de ces mouvements, ou interviennent à la marge. Les vrais moteurs de ces protestations sont des collectifs autonomes et des organisations de la société civile, non-dédiées à la revendication.
Parmi ces collectifs, figurent le Mouvement du 6 avril dont certains leaders ont été formés par le mouvement serbe de Otpor, en Serbie en 2009. Ahmed Maher a aussi reçu les conseils des informaticiens de Google, et contribué à diffuser le livre Pour éviter de te prendre un coup sur la nuque [par la police] d’Omar Afifi,,.
Comme en Tunisie, il y a donc d’importants antécédents protestataires et conflictuels depuis plus d’une décennie. Outre ces protestations massives, parfois réprimées brutalement, des flash mob étaient organisées en Égypte depuis quelques années : les activistes montraient ainsi qu’il était possible de contourner ou de déborder momentanément la police, et ont ainsi contribué à réduire le sentiment de peur que la police égyptienne pouvait inspirer. La réaction des familles des victimes de l’attentat d'Alexandrie, qui refusent les condoléances d’Hosni Moubarak, peuvent être vues a posteriori comme un signe avant-coureur.
Les causes structurelles d’un soulèvement étant là, l’élément déclencheur est le succès de la révolution tunisienne qui a abouti à la chute du régime de Ben Ali quelques jours plus tôt,, révolution qui montre que la volonté générale peut être une alternative à l’islamisme et aux dictatures. Comme en Tunisie, les réseaux sociaux, comme Facebook ou Twitter, favorisent le démarrage de la contestation : 23 millions d'Égyptiens utilisent Internet,.

## Le renversement de Moubarak

### Premières manifestations jusqu'à la défaite de la police

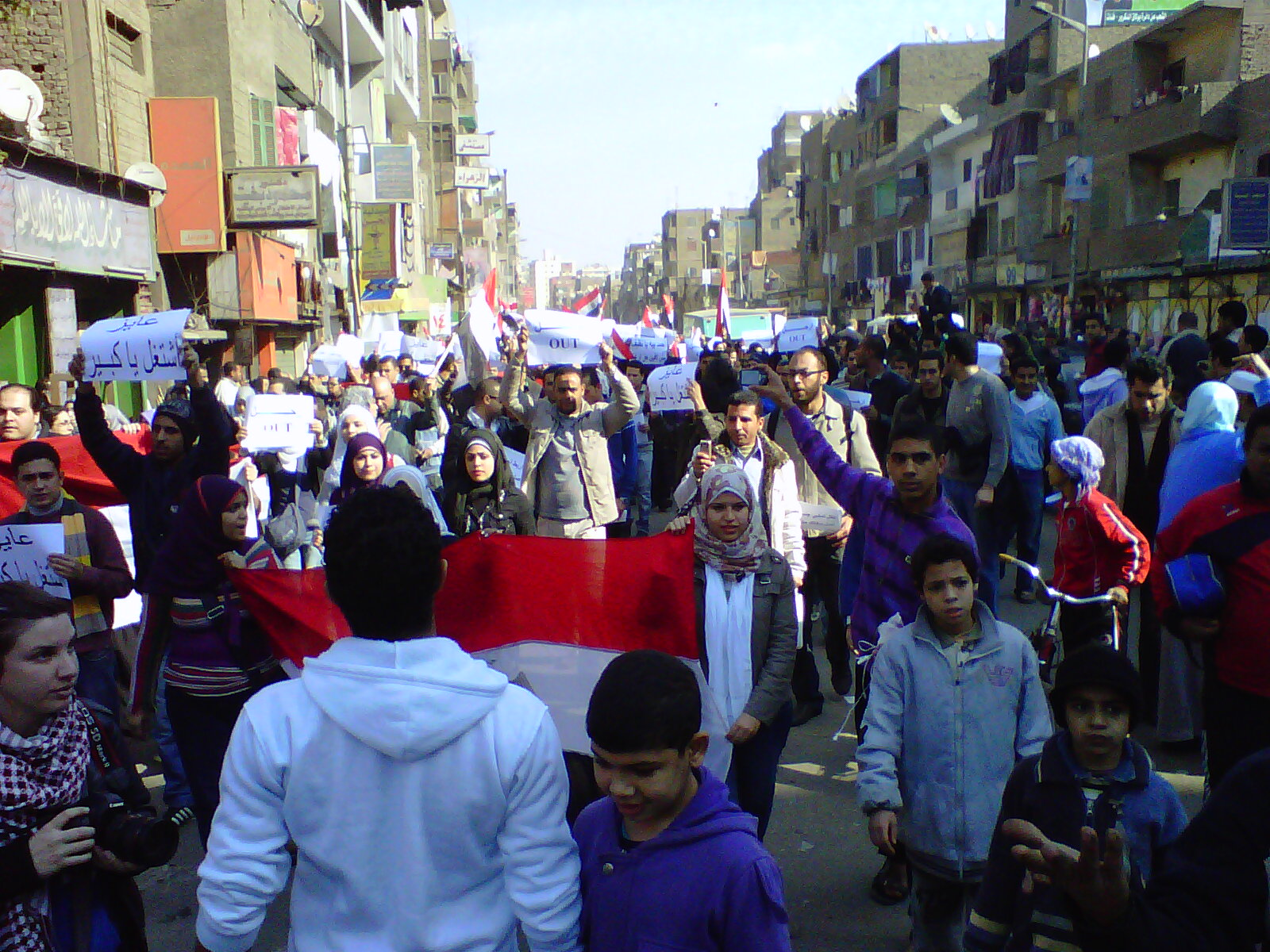
Manifestants dans les rues de Gizeh, le 25 janvier.

L'opinion publique était déjà enflammée par le scandale des élections législatives en novembre-décembre 2010, qui avait rassemblé l'opposition contre le régime, puis par l'attentat d'Alexandrie le 1er janvier. La tension ne fait qu'augmenter au mois de janvier : huit personnes s'immolent par le feu, et le renversement de Ben Ali par la révolution tunisienne est aussitôt salué par un rassemblement de solidarité, le 16 janvier, devant l'ambassade de Tunisie, encerclé par la police.

#### La «Journée de la colère»
Le Mouvement de la jeunesse du 6 avril et d'autres organisations appellent à manifester le 25 janvier 2011, via des pages Facebook, pour une journée de revendications politiques baptisée « journée de la colère ». Le jour choisi est une fête nationale, nommée Jour de la police, en souvenir de l’insurrection de la police égyptienne en 1952 qui avait abouti au départ des Britanniques. Le mouvement du 6 avril organise une manifestation chaque année à cette date, depuis 2009[réf. nécessaire]. Cette manifestation est interdite,, et la place Tahrir est encerclée par un cordon de policiers. Contrairement aux agitations locales citées plus haut, qui étaient devenues un élément récurrent du panorama politique égyptien, ce mouvement est national : les opposants politiques, le mouvement ouvrier et les revendications rurales manifestent le même jour dans l'ensemble de l'Égypte, et leurs actions convergent.
Au Caire, différentes manifestations de taille variable rallient tout au long de l'après-midi la place Tahrir en évitant les grandes avenues où les attendent les concentrations de forces de l’ordre,. Outre les jeunes qui ont répondu aux appels lancés sur Facebook, on y trouve les supporters des deux plus grands clubs de football d'Égypte, des manifestations du quartier populaire de Shubra, et des quartiers des classes moyennes de Boulaq, Imbaba et Bab al-Khalq, une manifestation de l'opposition parlementaire et d'universitaires rassemblés devant la Haute-Cour, une autre de la jeunesse du Wafd sur la corniche du Nil, un groupe important qui traverse le Nil sur le pont Qasr al-Nil. La police anti-émeutes, déstabilisée, se divise pour courir après ces cortèges et ne parvient pas à empêcher la convergence d’environ 15 000 personnes sur la place Tahrir,. Ce chiffre, comparé aux quelques centaines, voire deux ou trois mille des manifestations des années précédentes, est déjà un grand succès. Mais les images de ces quinze mille personnes qui réussissent à se rassembler et à résister aux tentatives de dispersion de la police, diffusées par les télévisions Al Jazeera et Al-Arabiya, font tomber le mur de la peur. Les slogans « Pain, liberté, justice sociale » qui résument ceux des différents groupes en début d'après-midi, sont abandonnés au coucher du soleil : le peuple manifestant prend conscience de sa force et réclame la chute du régime. Ailleurs en Égypte, deux mille personnes manifestent à Suez, et d’autres manifestations ont lieu à Alexandrie, Assouan, Assiout, dans le delta du Nil, à Ismaïlya, dans le Sinaï. Des manifestants occupent la place Tahrir toute la nuit, mais ils en sont chassés au canon à eau le lendemain matin. Ces manifestations sont les plus importantes en Égypte depuis celles contre l’invasion de l’Irak en 2003 et 13 000 policiers sont mobilisés le matin du 26 pour disperser les restes de la manifestation.
Le 26 janvier 2011, le mouvement de protestation prend de l'ampleur malgré l'interdiction faite par les autorités de manifester. La police utilise gaz lacrymogènes, matraques, pierres, pour réprimer les manifestations et répondre aux jets de pierres des manifestants, et condamne les stations de métro donnant accès à la place Tahrir. Des affrontements ont lieu devant le ministère des Affaires étrangères, après l’irruption des manifestants dans le ministère, dans le quartier de Boulaq.
Après avoir perdu 20 % en trois jours, la Bourse égyptienne est fermée le soir du 27 janvier.
Alors que les Frères musulmans appuient les manifestations prévues le lendemain, environ cent cinquante islamistes sont arrêtés dans la nuit du 26 au 27, dont cent-vingt à Assiout. Le 27 janvier 2011, une manifestation rassemble 100 000 personnes à Alexandrie et des manifestants y prennent d'assaut le siège du PND, parti de Moubarak. D’autres manifestations ont lieu à El-Cheikh Zoyad, Al-Salom, Ismaïlia, Alexandrie, à Médinet el-Fayoum, Shbin Elkoum, et au Caire, où les rues sont instantanément envahies à 13h, après la prière. Les manifestants sont soutenus par les habitants qui leur fournissent oignons, eau et mouchoirs pour résister aux gaz lacrymogènes ; les mosquées accueillent les blessés. La place Tahrir est le but des manifestants au Caire, et sera occupée chaque jour jusqu’au départ de Moubarak.
Dans toute l’Égypte, on détruit les portraits du dictateur. Les cabanons de police dans la rue sont incendiés, puis les voitures de police et les commissariats, dont les prisonniers sont libérés. La police disparaît des rues, remplacée immédiatement par des citoyens qui font la circulation aux carrefours. Les jours suivants, les archives des commissariats sont méticuleusement pillées et détruites.
Trois roquettes sont tirées sur la police dans le Sinaï (probablement par des Bédouins) à Cheikh Zouwayed. Mohamed el-Baradei, prix Nobel de la Paix, fait son retour en Égypte et se propose pour assurer la transition entre le régime dictatorial de Moubarak et la démocratie.

#### Mesures prises par le gouvernement pour empêcher les manifestations
Les mesures les plus spectaculaires sont les violences ordonnées, selon la commission d’enquête, pour tuer des manifestants. Des tireurs d’élite des unités anti-terroristes ont été placés sur les toits des bâtiments pour tuer (tirs dans la poitrine et à la tête) ; des véhicules de la police ont roulé sur des manifestants.

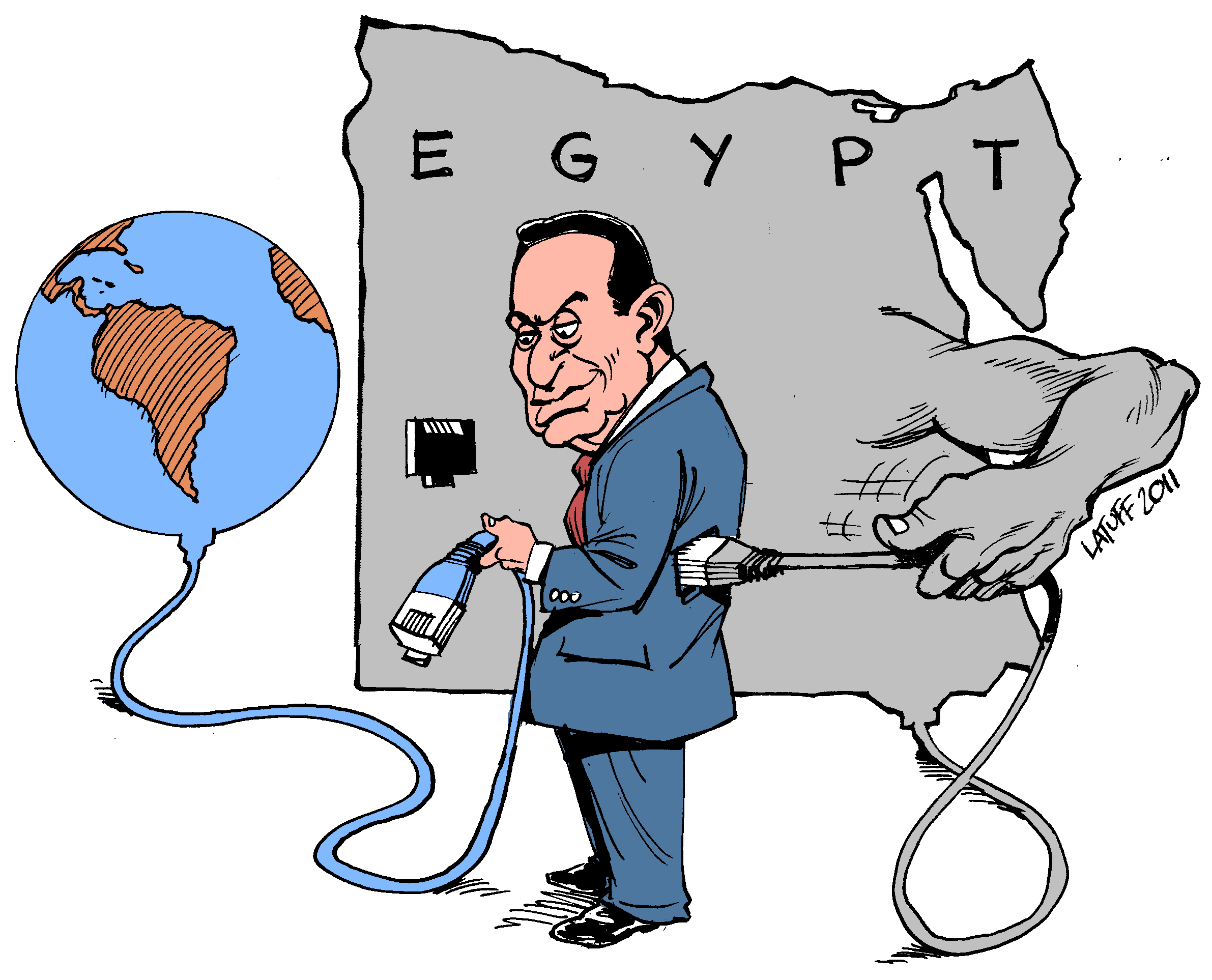

Le gouvernement tente également d’empêcher la circulation de l’information sur les événements. Les compagnies de téléphonie mobile coupent leur réseau dès la journée de mardi, à la demande de la police,. Le réseau Twitter est coupé le 26 au soir, et vers 22h00, c’est le réseau Internet tout entier, largement utilisé par les militants appelant aux manifestations hostiles au régime, qui est coupé dans tout le pays,.
Une vague d’arrestations et de répression est lancée. Elle touche principalement les acteurs de la liberté d’expression : 
- les journalistes : ainsi, près d’une trentaine de journalistes étrangers sont arrêtés par la police égyptienne. De nombreux autres se font agresser, passer à tabac, ou voient leur matériel détruit ou confisqué[115]. Un journaliste égyptien est abattu à son domicile[116] ;
- les cyberdissidents : le cas le plus connu est celui de Wael Ghonim, qui administre la page Facebook Nous sommes tous des Khaled Saïd et qui appelait à manifester le 25 janvier[117].
- de faux sympathisants du président Moubarak attaquent la maison d’édition Dar El Shorouk[118].

Le 30 janvier 2011, le ministère de l'information annonce l'interdiction de la chaîne internationale satellitaire qatarie Al Jazeera, la suspension de l'accréditation de ses journalistes et la fermeture de ses bureaux.
Le 27 janvier, la Fédération des syndicats égyptiens (FSE), organisation ouvrière unique en Égypte, indique qu’elle tentera de limiter l’extension du mouvement social. En réaction, une Fédération égyptienne des syndicats indépendants (FESI) se fonde le 30 janvier, en concurrente de l’organisation officielle, et organise un Comité constituant. Ses revendications sont le droit au travail, un salaire minimal de 1 200 livres, une protection sociale, les droits à l’éducation, au logement, à la santé, la liberté syndicale et la libération des prisonniers politiques.

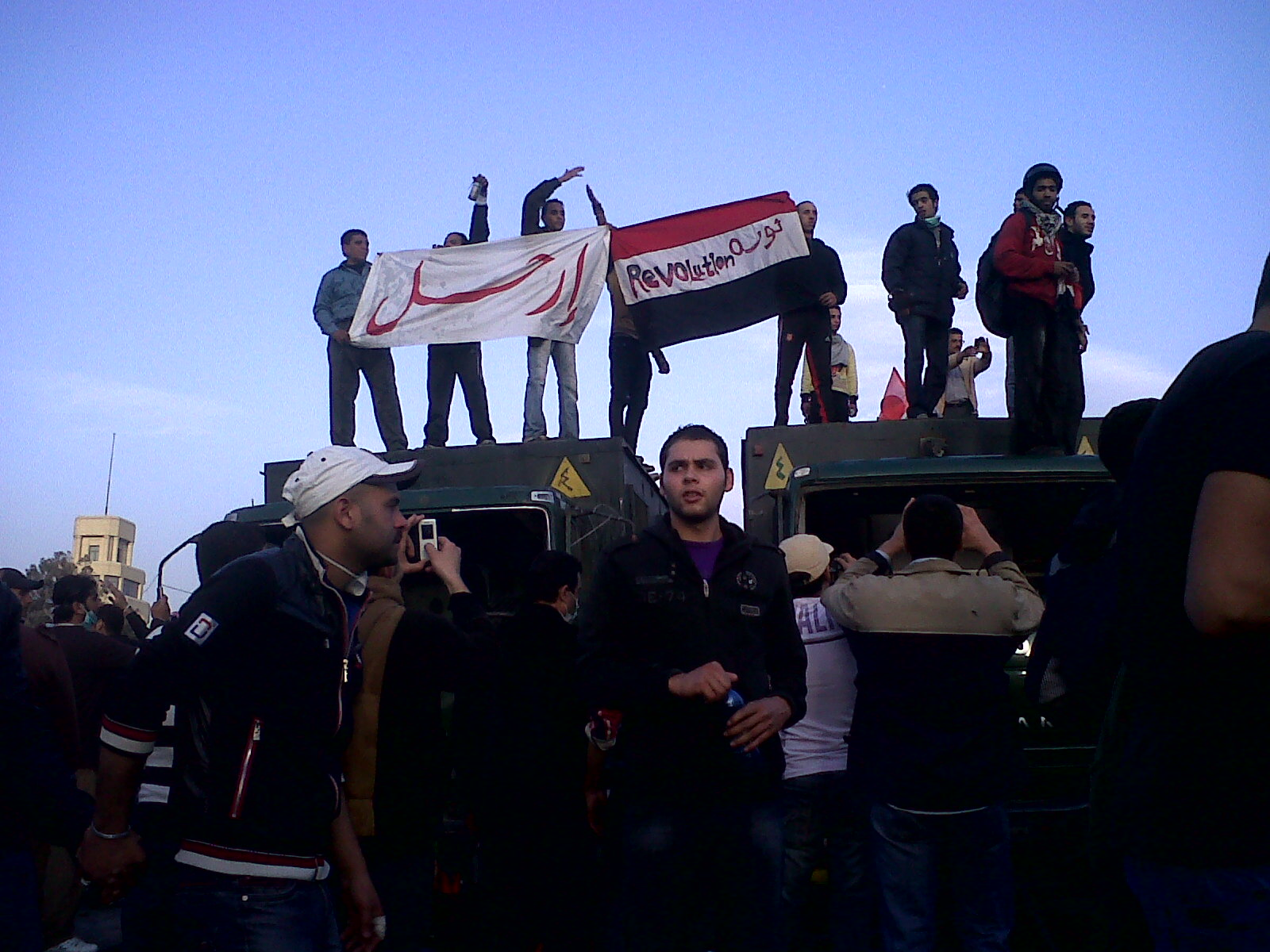
Manifestants sur des camions de police égyptienne, Embabeh, Le Caire, le 28 janvier.

#### Les manifestations du «Vendredi de colère»
À partir du 28 janvier 2011, le pouvoir met en place de plus en plus de moyens pour contrer les manifestants. Les télécommunications mobiles et d'internet sont suspendues, à une échelle jamais vue dans l'ère numérique mondiale, mais malgré cela, ou à cause de cela (les gens descendant dans les rues pour voir ce qu’il en était), les manifestations et les heurts se multiplient dans les manifestations baptisées « vendredi de la colère ». La police égyptienne répand du pétrole dans les rues pour l’incendier sur le passage des cortèges, et envoie ses agents s’infiltrer dans les manifestations, armés de couteaux et de bâtons.
Au Caire, la mobilisation populaire débute dans le calme, différents cortèges de plusieurs milliers de personnes commençant à défiler à la mi-journée, au départ de différentes mosquées de la capitale à l'issue de la grande prière hebdomadaire.
Voulant éviter la jonction des différents cortèges, la police, déployée en masse, intervient rapidement contre la foule à coups de canon à eau, de gaz lacrymogènes et de tirs de balles en caoutchouc, tuant une femme et faisant des dizaines de blessés. Mais la foule déborde progressivement les forces de l'ordre. À Suez et à El Mansoura, des manifestants prennent le contrôle de plusieurs commissariats. À Ismaïlia, Damiette et El Mansoura, les sièges du parti d'Hosni Moubarak sont saccagés par les manifestants. Des manifestations ont également lieu à Assouan. À Alexandrie, les correspondants de Al Jazeera rapportent des scènes de fraternisation entre policiers et protestataires : les forces de police n'interviennent plus, tandis que dans plusieurs villes des manifestants brûlent des véhicules blindés, prennent d'assaut des bureaux officiels (à Tanta, Alexandrie), et prennent position devant des bâtiments du gouvernement (à Dahaqliya).
Mustapha el-Feki, membre du Parti national démocratique au pouvoir, déclare que « nulle part au monde la sécurité n'est capable de mettre fin à la révolution », appelant Moubarak à « des réformes sans précédent » pour éviter une « révolution ». Les autorités égyptiennes empêchent le prix Nobel de la paix Mohamed el-Baradei de manifester et le placent en résidence surveillée. Au Caire, les échauffourées se concentrent aux abords du grand échangeur routier du 6-octobre, en plein centre-ville, transformé en terrain d'affrontement entre les manifestants et les policiers sur lesquels s'abattent une pluie de projectiles.
En fin d'après-midi, le gouvernement annonce un couvre-feu à partir de 18 heures jusqu'à 7 heures le lendemain, heure locale, dans les villes du Caire, Alexandrie et Suez, puis peu après étendu à tout le pays, tout en demandant à l’armée de le faire respecter, ce qu’elle ne fait pas. L'armée égyptienne, essentiellement des troupes de la garde présidentielle proches du président, entre au Caire et se déploie, en remplacement d'une police dépassée par les événements. Diverses sources rapportent tantôt un bon accueil, voire des scènes de fraternisation, tantôt des scènes de colère contre les militaires.

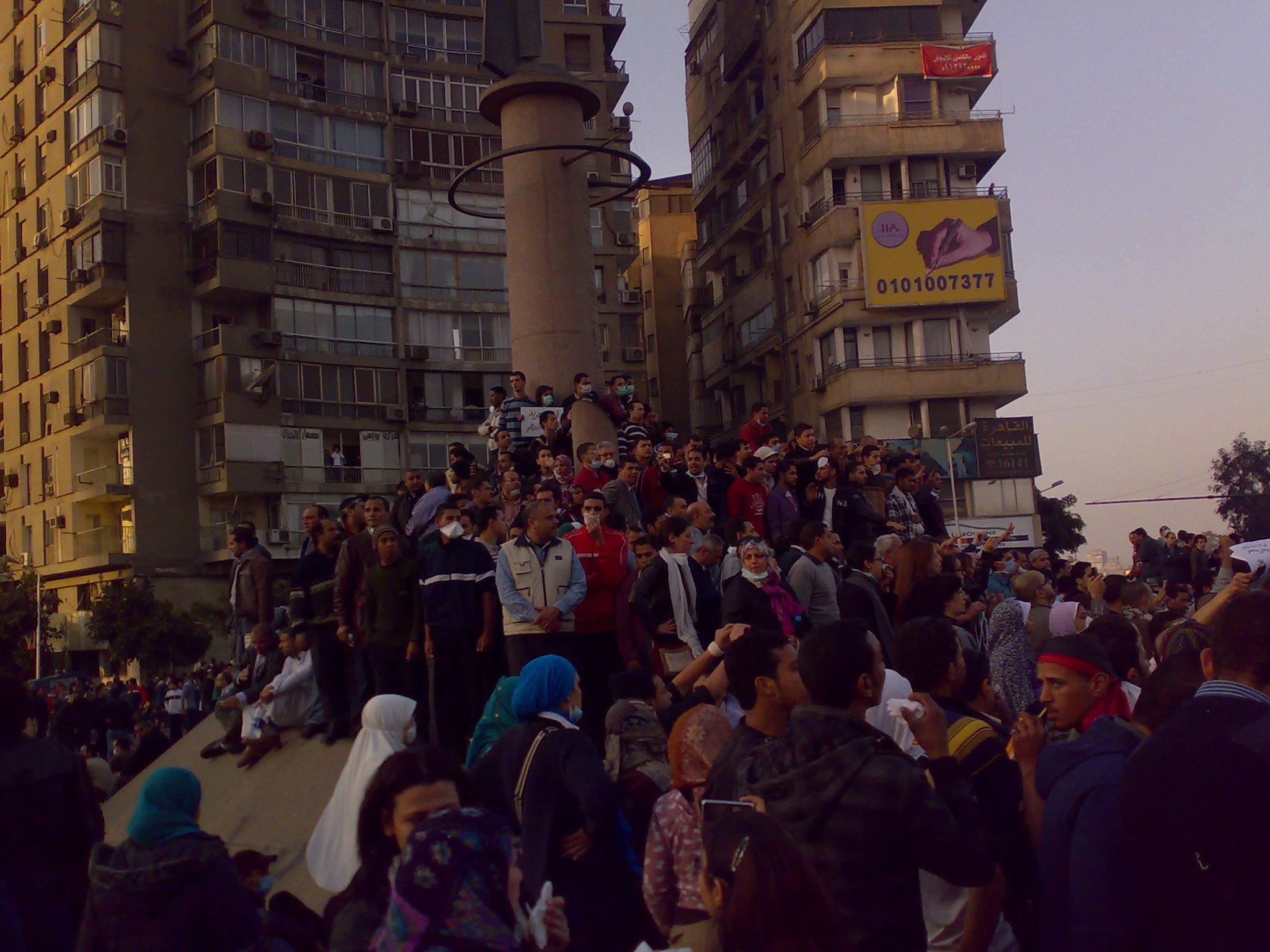
Manifestants sur la place Galae, Le Caire, le 28 janvier.

Malgré le couvre-feu, les manifestations, les échauffourées et les scènes de pillage se poursuivent tout au long de la nuit. Le siège du Parti national démocratique est en feu dans le centre-ville du Caire et des manifestants tentent de prendre d'assaut le ministère des Affaires étrangères. Le musée égyptien du Caire, menacé par les flammes du siège du Parti national démocratique, est encerclé par l'armée pour le protéger des pilleurs. Malgré cela, il aurait, selon les déclarations fortement contradictoires de son directeur Zahi Hawass, nommé par la suite ministre, été cambriolé par un groupe de manifestants ou de truands évadés de prison ; selon une directrice du musée, il s’agirait de policiers et de gardiens du musée.

#### Réaction présidentielle: annonces et stratégie du chaos
Le vendredi 28 janvier au soir, alors que les manifestants défient le couvre-feu et que le climat insurrectionnel perdure dans certaines parties du Caire, le président Hosni Moubarak fait une intervention télévisée à minuit. Plaidant pour son action en faveur du pays, il se dit conscient des souffrances de beaucoup d'Égyptiens et affirme vouloir mener l'Égypte vers la démocratie, mais avertit sur les risques de chaos. Son discours apparaît déconnecté de la réalité.

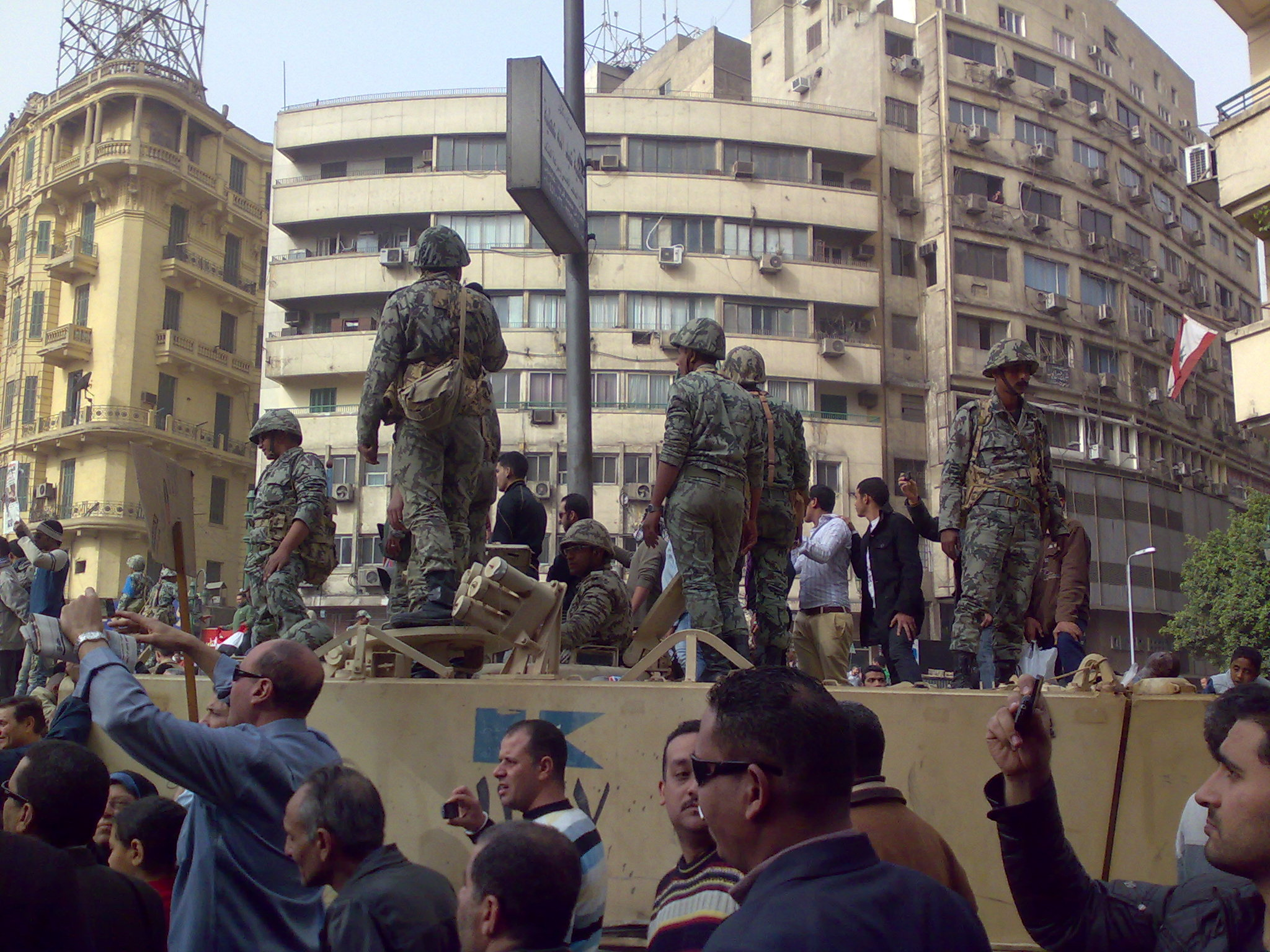
Militaires et manifestants, place Tahrir, Le Caire, le 29 janvier.

Le lendemain, la présidence annonce la constitution d'un nouveau gouvernement, avec à sa tête Ahmed Chafik, ancien commandant de l'armée de l'air, corps dont est aussi issu Moubarak. En outre, Omar Souleiman, chef du Mukhabarat, le service de renseignement égyptien, est nommé vice-président, poste qui n'était plus occupé depuis l’accession de Hosni Moubarak à la présidence en 1981. Jouissant d'une réputation d'intégrité et proche allié de Moubarak, Omar Souleiman est régulièrement cité au nombre des successeurs potentiels de ce dernier. Ces nominations d'anciens militaires perpétuent la prépondérance de l'armée dans la vie politique égyptienne. La télévision d'État annonce également la démission de Ahmed Ezz, haut responsable du parti présidentiel, proche du fils du président et personnalité particulièrement décriée par les manifestants. Par ailleurs, les services de téléphonie mobile sont partiellement rétablis mais l'Internet demeure inaccessible.
Pour augmenter la terreur, le pouvoir se lance dans une stratégie du chaos, espérant ramener l’obéissance par la terreur. La police abandonne les rues le soir du 28. Le lendemain soir, des milliers de prisonniers, dont des Islamistes, sont libérés des prisons de Wadi Al-Natroun et d’Abou-Zaabal, dans la nuit du 29 au 30, avec la mise en scène d'une émeute,; des comités populaires se mettent en place, quartier par quartier. La victoire des contestataires est complète : ils contrôlent la rue au soir du 28, et forment des instances de décision. La situation devient alors révolutionnaire.
Ces annonces n’apaisent pas la situation. Les militaires sont omniprésents au Caire qui est devenu « méconnaissable » en raison des pillages et des incendies. L'armée protège les bureaux du gouvernement et des manifestants organisent la protection de sites culturels, comme le musée égyptien du Caire,, victime de tentatives de pillage la veille ou la bibliothèque d'Alexandrie. En banlieue, l'accès aux pyramides de Gizeh est fermé.
Les Frères musulmans qui ont jusque-là fait profil bas appellent le président à une passation pacifique du pouvoir, à la formation d'un gouvernement de transition sans le PND et à l'organisation d'« élections honnêtes » tandis que l'un des dirigeants spirituels de ces derniers, Youssef al-Qaradâwî, prédicateur sunnite d'influence, estime que le départ de Moubarak est le seul moyen de régler la crise en Égypte, appelant à la poursuite des manifestations pacifiques sur la chaîne Al Jazeera. L'opposant et président de l'Association nationale de changement, Mohamed el-Baradei, dénonce une « militarisation du régime » ainsi que « la consécration de l’approche sécuritaire » que traduisent les nominations, appelant à la poursuite des manifestations pacifiques, « jusqu’à faire tomber le régime de Moubarak ».
La communauté internationale, jusque-là plutôt attentiste, multiplie les appels aux réformes et à l'arrêt des violences : Barack Obama appelle le régime égyptien, principal allié des États-Unis dans le monde arabe, à la réforme et à la retenue dans sa gestion de la crise tandis que l'Allemagne, le Royaume-Uni et la France, dans un communiqué commun, demandent aux autorités égyptiennes de prendre en compte les « revendications légitimes » du peuple et d'« engager un processus de changement » en évitant « l'usage de la violence ». L’Union européenne appelle pour sa part à cesser les violences, le Japon au dialogue et la Russie à « garantir la paix civile ».

### Amplification du mouvement

#### Les manifestations se poursuivent et la répression s'intensifie

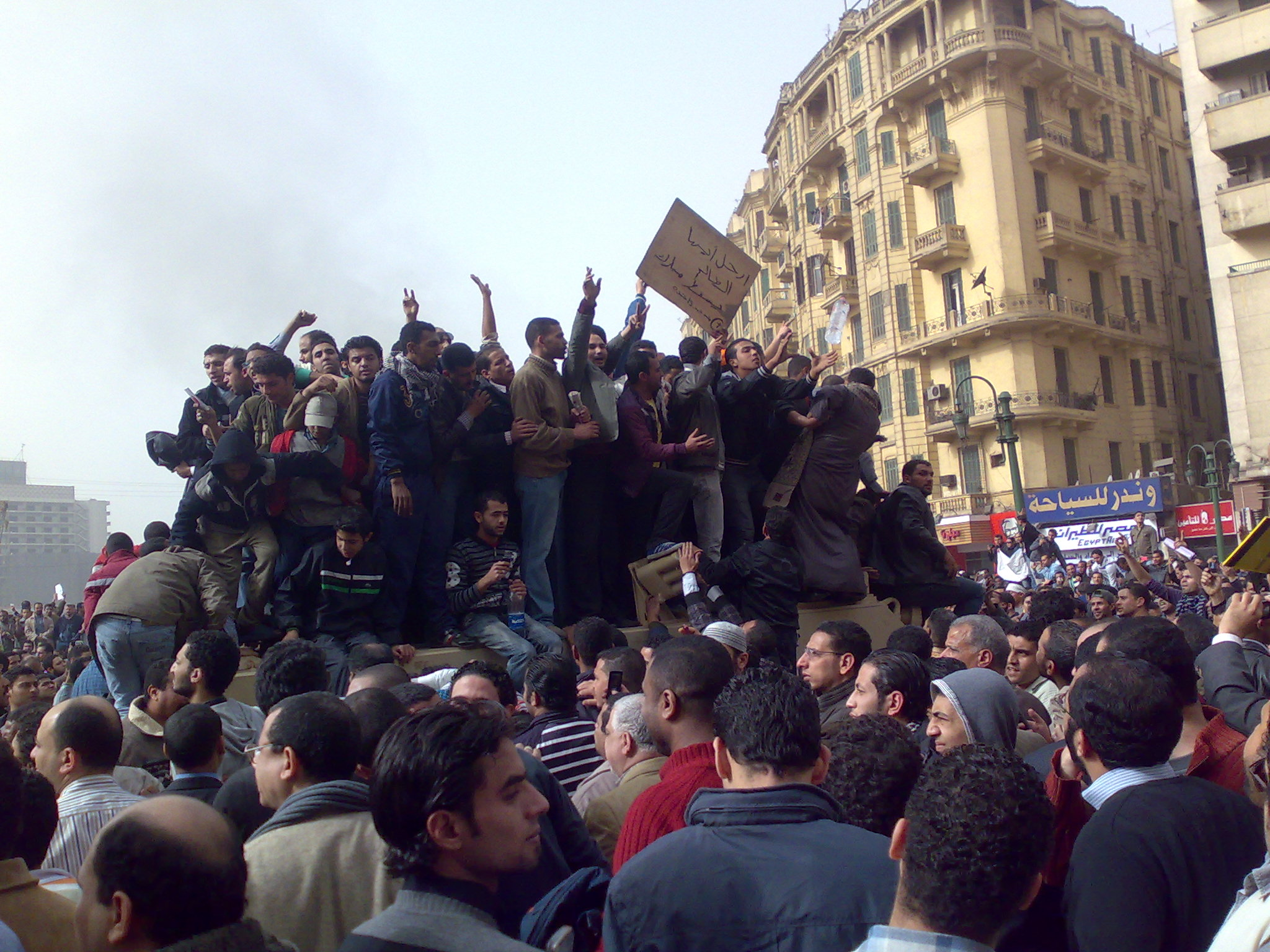
Manifestants sur un char, place Tahrir, le 29 janvier.

Les manifestants, au départ essentiellement des militants et des jeunes, sont rejoints par des membres des classes populaires, revendiquant également de meilleures conditions de vie., la liberté d'expression et le départ du président. Lors de la cinquième journée consécutive de manifestations, les manifestants sont des dizaines de milliers au Caire et à Alexandrie. Des heurts entre police et manifestants sont rapportés à Alexandrie, avec des tirs à balles réelles. À Rafah, les manifestants prennent d'assaut le siège de la Sûreté d’État et Suez est décrite par des témoins comme un « vaste champ de bataille ». Dix-sept manifestants sont tués à Beni Suef,. Le couvre-feu est prolongé et doit entrer en vigueur dès 16h le samedi 29, soit deux heures plus tôt que la veille, pour se terminer à 8h.
L'armée est déployée en force dans la capitale et appelle la population à ne pas se rassembler, sans effet. À la mi-journée, plusieurs dizaines de milliers de personnes sont rassemblées sur la place Tahrir. Dans l'après-midi, les forces de l'ordre ouvrent le feu sur des manifestants qui tentent de prendre d'assaut le ministère de l'intérieur. Des scènes de pillages sont rapportées dans des quartiers aisés de la capitale et des étrangers s'enfuient vers l'aéroport ou les grands hôtels bien protégés. Certaines sources rapportent que des milices tentent de fomenter le trouble et, en l'absence de la police qui semble avoir déserté le terrain, les Égyptiens mettent sur pied des comités populaires à travers tout le pays, parfois à l'initiative des Frères musulmans, afin de protéger les personnes et les biens. La répression est aussi le fait de l’armée qui, selon The Guardian et les Frères musulmans, a arrêté des centaines d’opposants à partir du 25 janvier, que ce soit pour avoir manifesté, avoir répondu à un officier dans la rue, ou simplement sur un soupçon. Quelques personnes ont été détenues provisoirement au musée des Antiquités du Caire. Certaines personnes arrêtées par l’armée ont été torturées, que ce soit par des coups ou avec des électrochocs. Certains de ces prisonniers étaient toujours portés disparus le 9 février,. Par la suite, ces tortures par l’armée ont été confirmées par Human Rights Watch, Amnesty international et de nombreux témoignages et vidéos,,. Au moins dix-huit femmes ont subi, en plus de la torture, des « tests » de virginité, et ont été photographiées nues par les militaires,. Ces tortures auraient fait au moins quatre morts, des dizaines de personnes ayant disparu.

#### Le symbole de la révolution: l'occupation de la place Tahrir
L’occupation de la place Tahrir a été le moyen le plus visible de revendication des manifestants. Après une première tentative le soir du 25, l’occupation décisive de Midan Tahrir, la place de Libération, commence le 29. Une des particularités du mouvement est l’absence de personnalité émergente, de chef charismatique conduisant les révoltés, et pouvant être arrêté, intimidé, acheté. Cette absence de leadership se révèle ainsi, dans la première phase de contestation, un atout pour les manifestants.
Les occupants de la place fondent une société idéale et utopique, qui devient le symbole de la contestation repris par les autres révolutions arabes (Libye, Yémen notamment) : la Commune ou la République de Tahrir. Cette société éphémère, fonctionnant bien mieux que l’État autoritaire au même moment (par exemple dans la gestion des ordures), renforce son discrédit. Elle montre de plus la capacité d'organisation des citoyens de base, leur donne confiance, et les valorise face à toutes les autorités.
Par la suite, les révolutionnaires reviennent pour faire durer cette occupation et faire aboutir de nouvelles revendications.

#### Vers des grandes journées tests
Le dimanche 30 janvier 2011 en matinée, les témoignages décrivent une capitale désertée par la police et des rues jonchées de débris. Des scènes similaires sont rapportées dans d'autres villes. Via l'agence officielle Middle East News Agency (MENA), le ministère de l'information annonce l'interdiction de la chaîne internationale satellitaire qatarie Al Jazeera, la suspension de l'accréditation de ses journalistes et la fermeture de ses bureaux.
Ahmad Fathi Sorour, président de l'Assemblée du Peuple égyptien, annonce que les résultats des élections législatives de décembre 2010, qui sont considérés comme truqués par l'opposition, seront « corrigés », expliquant en outre que la Cour de cassation examine les demandes de dissolution de l'Assemblée.

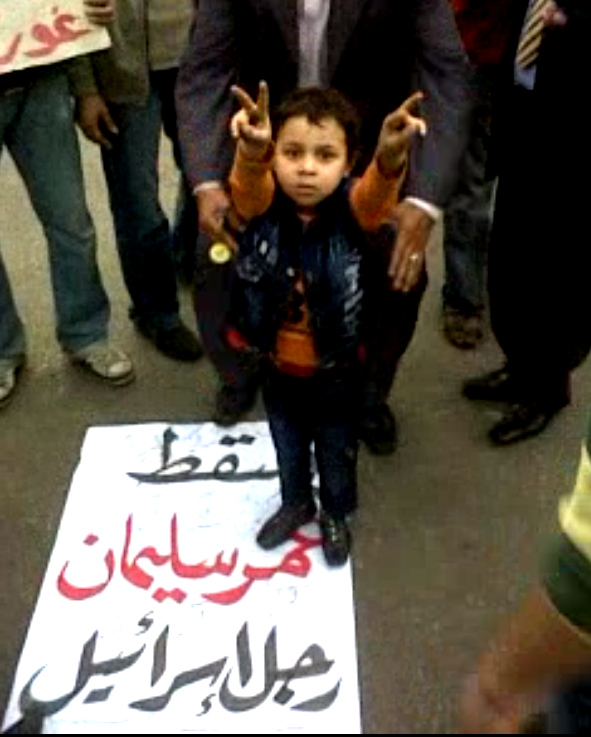
Slogan contre Souleiman, le 30 janvier

Les pays d’origine des travailleurs immigrés en Égypte (États-Unis, Turquie, Grèce, Irak...) annoncent la mise en place de plans pour le rapatriement de leurs ressortissants, et certains voyagistes commencent l'évacuation de leurs clients. La plupart des bourses des pays du Golfe chutent lourdement. Le dernier fournisseur d'accès à Internet, Noor, utilisé par la Bourse du Caire, les banques et les grandes entreprises est coupé.
Les manifestations continuent pour le sixième jour consécutif au Caire, et des milliers d'habitants rallient la place Tahrir, rejoints par des centaines de juges. À l'heure où débute le couvre-feu avancé à 15h00 des avions et des hélicoptères survolent à basse altitude la place où se trouvent les milliers de protestataires. L’Association nationale de changement qui regroupe plusieurs formations de l'opposition dont les Frères musulmans, charge Mohamed el-Baradei de « négocier avec le pouvoir ». En soirée, ce dernier rejoint les milliers de manifestants de la place Tahrir qui bravent le couvre-feu alors que le pouvoir égyptien a étendu celui-ci à tout le pays.
La diplomatie américaine hausse le ton à travers une intervention télévisée d'Hillary Clinton qui appelle fermement à une « transition ordonnée (...) [vers] un plan bien élaboré pour l'avènement d'un gouvernement démocratique participatif ».
Le lundi 31 janvier 2011, les manifestations ne faiblissent toujours pas. En réponse, Moubarak annonce un nouveau gouvernement, avec la nomination à l'Intérieur d'un haut responsable de la police, le général Mahmoud Wagdi, en remplacement du très décrié Habib el-Adli tandis que les ministres issus du monde des affaires, proches de Gamal Moubarak, le fils du président, sont également évincés du nouvel exécutif. Le ministre de la défense Mohamed Hussein Tantawi est promu vice-Premier ministre et conserve son poste à l'instar d'Ahmed Aboul Gheit aux Affaires étrangères. Enfin, Omar Souleimane est nommé vice-président, c'est le premier vice-Président depuis la prise de pouvoir de Moubarak.
Un jour après l'annonce des évacuations de ressortissants étrangers, plusieurs multinationales ont décidé de suspendre leurs activités et d'évacuer leur personnel expatrié.
Le 31 janvier, l'armée indique qu'elle juge « légitimes » les revendications de la population et qu'elle ne fera pas usage de la force à son encontre. À l'appel de différentes organisations et partis d'oppositions tentant de se coaliser, une marche géante est prévue pour le 1er février, espérant réunir un million de manifestants au Caire, place Tahrir, et ainsi contraindre Hosni Moubarak à quitter le pouvoir,. La télévision publique annonce dans l'après-midi l'arrêt du trafic ferroviaire du pays.
À la suite de l’appel cette « marche du million », la Turquie invite les autorités égyptiennes à répondre aux « demandes légitimes » du peuple, mettant en garde dans le même temps contre une instabilité prolongée dans le pays, tandis que les ministres européens des Affaires étrangères appellent à des « réformes démocratiques substantielles » qui mènent à des élections « libres et justes ».

### Des journées tests à l'éviction de Moubarak

#### Première semaine de février: «la marche du million», la bataille des dromadaires et le «jour du départ»

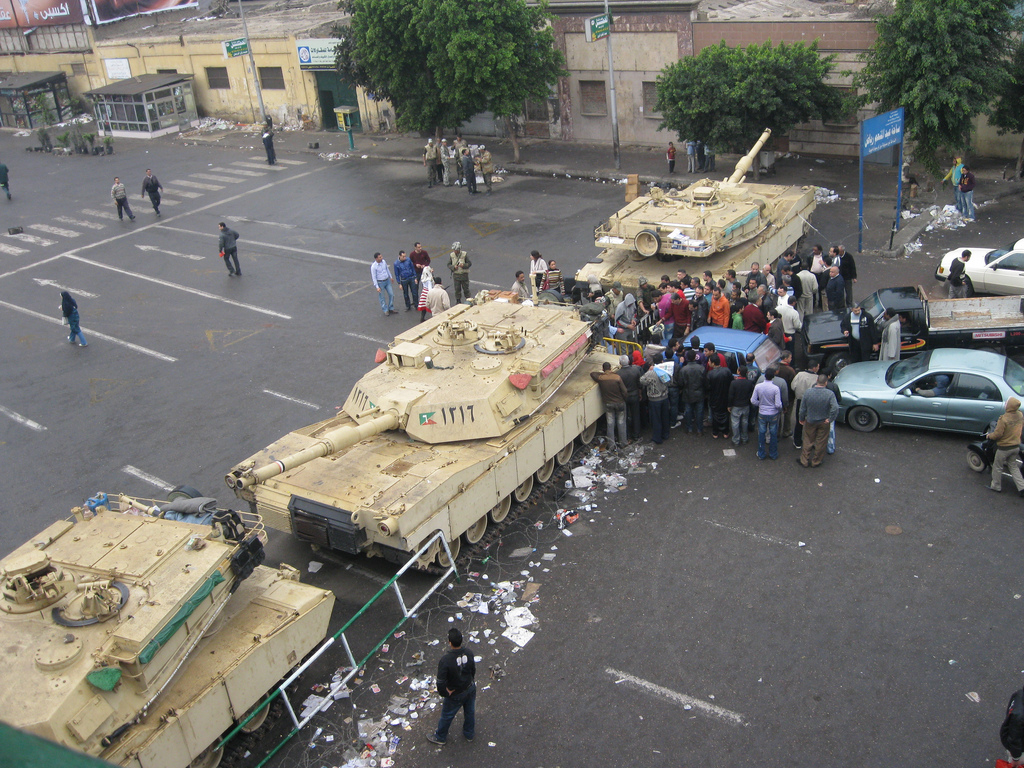
Barrage de chars M1 de l'armée égyptienne le 4 février 2011.

La « marche du million » dépasse largement son objectif : selon Al Jazeera, plus de deux millions de personnes manifestent le 1er février au Caire place Tahrir pour réclamer le départ du président Hosni Moubarak. Débordant sur les rues alentour et les ponts, la foule est restée sur place du matin au soir. Un million de manifestants ont été dénombrés à Alexandrie.
En tout, toujours selon Al Jazeera, plus de huit millions de personnes ont manifesté dans toute l'Égypte, avec comme principaux cortèges Suez, Le Caire, Alexandrie et Mansoura. La journée a donc été une vraie réussite pour les opposants à Moubarak qui visaient un million de manifestants au Caire, et elle s'est déroulée avec très peu voire quasiment pas de débordements ou de violences.
Moubarak fait une allocution à la télévision en fin de soirée et annonce qu'il ne se représentera pas à la prochaine présidentielle de septembre. Cependant, il n'a pas l'intention de quitter le pouvoir avant les élections. Enfin, il promet de réformer la Constitution et de simplifier les conditions pour pouvoir être candidat. Internet et les chaînes satellitaires étant coupés, les Égyptiens n’ont que les informations officielles, et l’attitude du président, qui affirme qu’« il n’a jamais demandé le pouvoir » et qu’il « veut mourir sur la terre d’Égypte », émeut l’opinion.
Le mercredi 2 février 2011, neuvième jour de contestation, le pouvoir monte une contre-manifestation comptant plusieurs centaines de milliers de personnes, place Moustapha-Mahmoud, avec des députés et des ministres. Place Tahrir, des « baltaguias » (truands stipendiés par la police), présentés comme des partisans de Moubarak, attaquent les occupants de la place ; montés sur des chevaux et des dromadaires, armés de matraques, d’armes à feu, de pierres transportées par camions entiers et de cocktails Molotov, ils chargent les manifestants. Ceux-ci les encerclent et les désarçonnent, les enferment dans des prisons improvisées puis les livrent à l’armée,. L'armée effectue également quelques tirs de sommation. Les affrontements continuent même après le début du couvre-feu. Des cocktails Molotov atterrissent dans la cour du musée du Caire notamment. Ces affrontements continuent le lendemain, et font au total onze morts et 915 blessés. L’organisation et la discipline des Frères musulmans s’avère cruciale dans cette « bataille des dromadaires ».
Les journalistes sont aussi pris pour cibles, le pouvoir les ayant désignés comme agents de l’étranger : ils sont agressés dans la rue, leur matériel est confisqué,,. Enfin, Moubarak se déclare ce soir-là, dans une interview non-filmée, fatigué du pouvoir et désireux de partir : il ne resterait que pour éviter le chaos.
Le 3 février, le réseau Internet est rétabli par le pouvoir, qui constate l’inutilité de la mesure : les informations filtrent hors d’Égypte par d’autres canaux, et couper totalement les communications en Égypte est trop coûteux pour l’économie.
Le 4 février 2011, de nouvelles manifestations massives ont lieu, pour une journée baptisée vendredi du départ. C'est le jour choisi par le général Tantaoui pour rendre visite aux manifestants de la place Tahrir. Le lendemain, alors que les manifestations continuent, le bureau du PND démissionne, dont Gamel Moubarak, fils du dictateur. L’armée tente, en vain, de faire évacuer la place Tahrir et des combats ont lieu entre révolutionnaires et pro-Moubarak place Talaat-Harb, proche de la place Tahrir.
Malgré des difficultés apparentes du mouvement de contestation (la réouverture des banques semble amorcer un retour à la normale et les promesses du pouvoir semblent des avancées intéressantes), le président Hosni Moubarak invite l’opposition à des négociations le 6 février : la Coalition nationale pour le changement de Mohamed El Baradei, le mouvement Kifaya (qui veut dire « ça suffit ! ») créé en 2005, le parti libéral Wafd, le parti de gauche Tagammou, le Mouvement du 6 avril, et les Frères musulmans, officiellement interdits. Une commission chargée de proposer des réformes de la constitution est constituée dans les jours suivants, avec comme mesures phares la fin de la limite du nombre de candidats à l'élection présidentielle, et une limite du nombre de mandats,,. Le même jour, toute la direction du parti national démocratique, parti de l’État, est changée ; le nouveau secrétaire général est Hossam Badraoui.

#### Une deuxième semaine de février déterminante
Le lundi 7 février 2011, le cyberdissident Wael Ghonim, qui avait lancé l'idée d'une manifestation le 25 janvier, est libéré, avec une trentaine d'autres prisonniers politiques. Il fait le récit de son arrestation, le 28 janvier, et de sa détention sur la chaîne privée Dream. Sa modestie, sa franchise et ses sanglots en direct à la télévision, le soir même, ont un grand retentissement dans le camp des opposants au régime,.
Les contestations du 8 février sont les plus importantes depuis le début de la révolte égyptienne. Cette affluence exceptionnelle, peut-être provoquée par le témoignage la veille de Wael Ghonim, comprend de nombreuses familles entières
Les 8 et 9 février 2011, des grèves naissent dans tous les secteurs : l’industrie gazière et textile (l’immense usine d’État de Mahallah employant 22 000 ouvriers est touchée), les services privés de sécurité de l'aéroport du Caire, la région du canal de Suez ; les administrations et les chemins de fer se mettent aussi en grève (malgré les 15 % d'augmentation accordés aux fonctionnaires),,. Environ 8 000 paysans bloquent des routes et des voies ferrées dans le sud du pays. Dans le même temps les classes aisées et certains commerçants appellent à un retour au calme.
Les manifestations continuent et s’amplifient : la répression de celle de l’oasis d’Al-Kharga fait au moins trois morts et cent blessés, par la suite plusieurs bâtiments officiels sont incendiés, et le Parlement au Caire est encerclé par deux mille personnes mercredi 9 février,,, contraignant le conseil des ministres à se réunir en un autre lieu. Dans le même temps, 10 000 personnes occupent toujours la place Tahrir. En réaction, le gouvernement alarme sur les risques de chaos, et menace de coup d’État, et joue sur le pourrissement de la situation.
Les journalistes des médias publics, qui ont démissionné par dizaines depuis le 25 janvier, ne sont plus soumis à la censure à partir du 9 février et commencent à relayer, voire à partager les revendications des manifestants. Les grèves continuent de s’étendre : le siège du gouverneur Port-Saïd est incendié le 9, celui de la police le 10 ; les ouvriers de l’usine textile de Mahallah Misr Spinning and Weaving votent la grève illimitée en solidarité à Tahrir, ainsi que 3 000 employés de l’hôpital Qasr al-Aini, au Caire,. Les secteurs les plus mobilisés sont le textile, le pétrole, le gaz, la métallurgie, les industries du canal de Suez, les chemins de fer. À Alexandrie, les commerces, l’alimentation, l’électricité et le pétrole sont touchés ; Assiout et Sohag sont aussi largement en grève. Ces grèves, marches, rassemblements, sit-in, occupations d’usines revendiquent de meilleurs salaires et conditions de travail, et la démission des directions, comme aux arsenaux de Port-Saïd. Le mouvement de négociations entamé par le gouvernement est fragilisé par le retrait de ce processus du Tagammou, parti de la gauche légale.
Dans la journée du jeudi 10 février 2011, l’armée achemine des renforts vers les troupes qui sont postées tout autour de la place Tahrir et commandées par le général Rouweni. Les troupes présentes continuent de se contenter de filtrer, à distance, les accès à la place centrale du Caire, dont le campement reste le phénomène-symbole de la révolution, dans une ambiance cordiale qui en fait un but de promenade des familles. Les manifestants ont mis en place une organisation qui assure à la fois la sécurité, une partie du ravitaillement, l’évacuation des ordures et le nettoyage. Alors que Mohamed El Baradei propose de former un triumvirat,, le camp des opposants s’étend désormais au-delà de la place, devant les bâtiments officiels proches : Parlement, siège du gouvernement ; un sit-in est organisé devant la radio-télévision d’État. La première déclaration télévisée de la journée est issue des rangs de l’armée, qui réaffirme qu’elle considère les demandes du peuple comme légitimes ; devant le risque de chaos, El Baradei appelle l’armée à prendre le pouvoir.

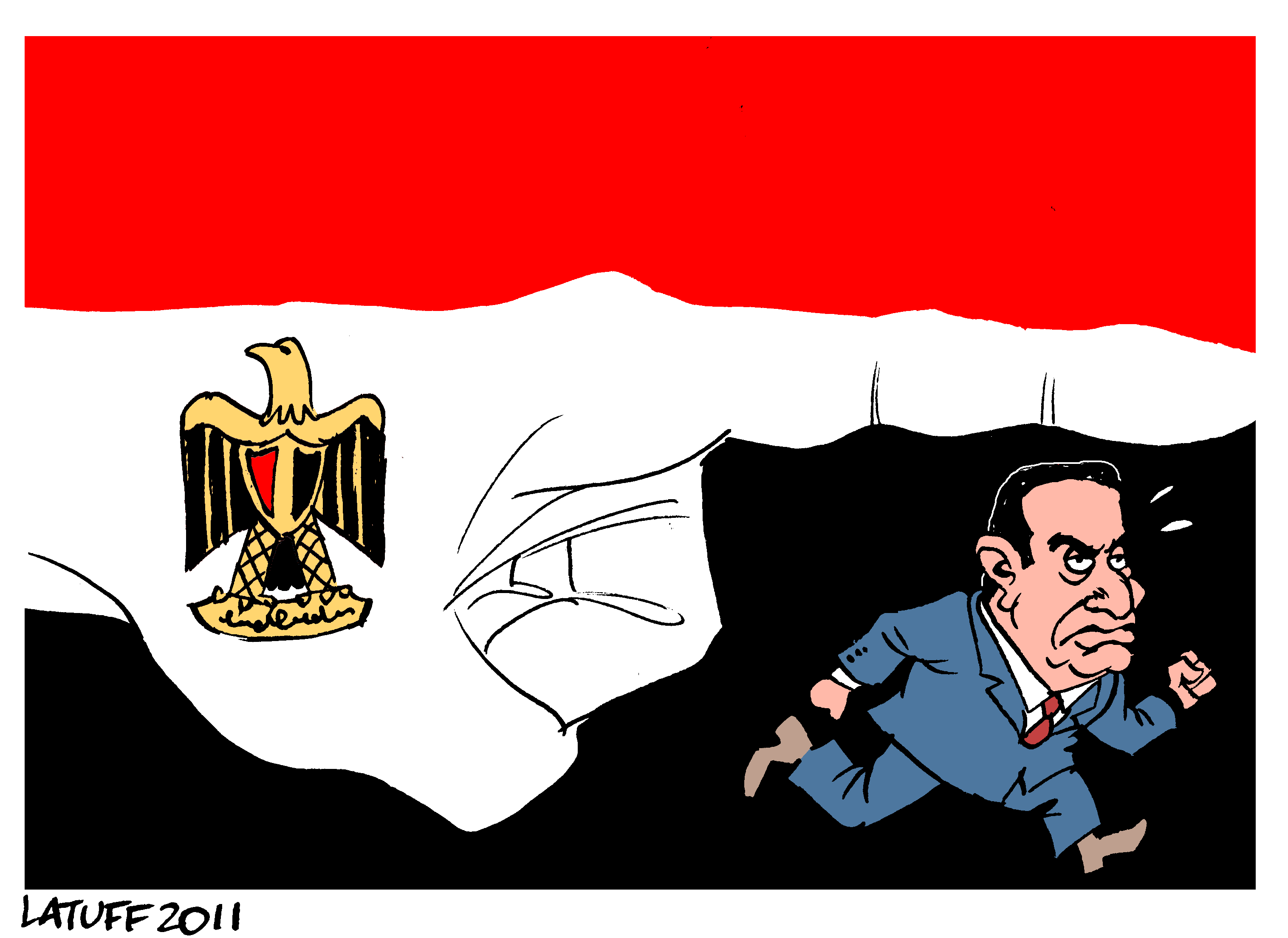

De plus, le général Hassan el-Roweini déclare sur la place Tahrir que les demandes populaires seront satisfaites ; d’autres signes semblent annoncer le départ imminent de Moubarak, dont la réunion du Conseil suprême des Forces armées dans l’après-midi (car il ne se réunit normalement que sur convocation du président). Devant l’extension des grèves, les militaires font pression sur Moubarak pour qu’il quitte le pouvoir,,,. Celui-ci transmet ses pouvoirs à son vice-président, mais sans annoncer sa démission, probablement à la demande de son fils Gamal. La déception des manifestants au moment du discours présidentiel est immense : les commentateurs relèvent la fureur des manifestants, qui lèvent leur chaussure en direction du raïs (signe du plus grand mépris au Moyen-Orient),,. Les campeurs de la place Tahrir demandent désormais le départ d’Omar Souleiman, toujours vice-président mais nouvel homme fort en Égypte, et sont rejoints dans la nuit par des centaines de nouveaux manifestants.

#### Le départ du président Moubarak
Le 11 février 2011, les manifestants sont extrêmement nombreux pour le « jour de l’adieu » et extrêmement mécontents. Une manifestation partant de la place Tahrir et allant vers la Présidence, à Héliopolis, soit dix à quinze kilomètres de trajet, semble probable,, et quelques milliers de manifestants sont déjà présents devant le palais présidentiel le matin. L’armée annonce au matin qu'elle s'assurera de la tenue d'élections libres. En fin d'après-midi, le vice-président Omar Souleiman annonce officiellement dans une allocution de trente secondes que le président égyptien renonce à l'exercice de ses fonctions : le pouvoir est transféré à l’armée. La revendication-clé des manifestants est ainsi satisfaite. L'armée a indiqué que Farouk Sultan occuperait un rôle dans le gouvernement intérimaire.

## L’après-Moubarak: une démocratisation sous contrôle étroit de l’armée
L’armée garde la main haute sur l’évolution de la situation politique et sociale après le renversement de Moubarak. Elle gère la transition vers le nouveau régime sans démocratiser le pays : le 24 mars, la loi sur les grèves et manifestations n’autorise que les mouvements sociaux qui ne gênent pas la production (même si elle n’est pas respectée) ; la modification de la constitution ne reprend pas les termes de la proposition soumise à référendum ; le couvre-feu n’est levé que progressivement, et totalement quatre mois après le départ du dictateur.

### Un reflux de la contestation politique
La plupart des occupants de la place Tahrir abandonnent l'occupation entre les 12 et 14 février, même si un groupe de résistants maintient l'occupation. Cet abandon de la place est accéléré par une quarantaine d'arrestations de manifestants par l'armée. Les militaires rencontrent toutefois un groupe jugé représentatif des protestataires le dimanche 13, groupe intitulé Coalition des jeunes de la Révolution. Ce groupe est informel et autoconstitué, donc sans pouvoir de délégation des occupants de la place Tahrir. Ses membres appartiennent au Mouvement de la jeunesse du 6 avril, aux Jeunes Frères Musulmans, ou sont des proches de Mohamed el-Baradei et d’autres militants indépendants, dont Wael Ghonim. Deux autres rencontres ont lieu entre les militaires et ces jeunes entre le 16 et le 27 février.
Une « marche de la victoire » est programmée pour le vendredi 18, une semaine après le départ de Moubarak. Tous les vendredis, des manifestations sont programmées sur des thèmes renouvelés chaque semaine.
La contestation politique n’est toutefois pas totalement éteinte par le départ de Moubarak ; par exemple, la prison de Marg, au Caire, connaît sa deuxième mutinerie suivie d’une évasion collective le 12 février (après celle du 25 janvier), avec environ 600 évadés, et le 14 février, des combats de rue font quatre morts et 65 blessés à Port-Saïd, et obligent le gouverneur à fuir et à déplacer ses bureaux dans une station balnéaire.
À partir du vendredi 25 février (« vendredi de la purification »), le comité de coordination du 25 janvier et les Frères musulmans appellent à manifester ; plusieurs dizaines de milliers de personnes, donc beaucoup moins que pour le « vendredi de la victoire », sont au rendez-vous place Tahrir pour maintenir la pression sur l’armée pour obtenir le départ du gouvernement, l’inculpation d’Hosni Moubarak, la libération des prisonniers politiques, la fin de l’état d’urgence et la réforme de la Sécurité d’État. Les deux mille occupants de la place sont alors battus avec des armes électriques par les militaires qui veulent les chasser. Sans succès, puisque l’armée doit présenter ses excuses sur Facebook, et que les tentes sont encore là le dimanche soir,.
La place des femmes dans cette révolution est un élément important : non seulement elles participent massivement, mais les relations avec les hommes semblent à de nombreux observateurs plus égalitaires, débarrassées du harcèlement sexuel habituel. Plusieurs cas d’agression sexuelle ont cependant été rapportés, dont celle d’une journaliste de CBS,. Au lendemain de la révolution, leur place est toujours très restreinte en politique : la manifestation de la journée des femmes, le 8 mars, est brutalement dispersée par les salafistes et les militaires, et elles sont quasi absentes du gouvernement et des 27 postes de gouverneur de province, comme le relèvent les manifestantes du 1er mai au Caire.
Le 27 janvier 2013, de nouvelles violences ont éclaté dans la ville de Port-Saïd au nord-est du pays, causant, la mort de trois personnes dont un jeune de 18 ans et plus de 400 blessés. La veille, 31 personnes avaient perdu la vie dans des affrontements.

### Bilan humain et matériel
Le ministère de la Santé égyptien publie le 16 février un premier bilan officiel des morts durant la phase de manifestations de la révolution, du 25 janvier au 11 février : 365 morts et 5 500 blessés. Le ministère de l’Intérieur signale 32 policiers tués et 1 079 blessés entre le 25 janvier et le 11 février, dont la moitié de stagiaires. 99 commissariats, soit 60 % du total, et six prisons ont été incendiés à des degrés divers. Le système carcéral égyptien a laissé échapper 23 000 prisonniers durant ces trois semaines, et une semaine après le départ d’Hosni Moubarak, seuls 11 200 avaient été de nouveau emprisonnés.
Un second bilan, publié en avril par la commission d’enquête sur les évènements, relève ce bilan à 864 manifestants morts, plus 26 policiers tués, et 6 460 blessés, pour la seule période allant du 25 janvier au 16 février. Le président de la commission rend responsable directement l’ancien président et le ministre de l’Intérieur, qui selon lui ont au minimum donné leur autorisation pour que la police réprime si violemment les manifestations.
On rapporte en outre des dizaines de véhicules de police brûlés au Caire, à Alexandrie et à Suez ainsi que la destruction et le pillage de 60 % des commissariats, dont 17 dans la capitale.

### Changements institutionnels pour un nouveau régime
Le 13 février, deux jours après le départ de Moubarak, l'armée proclame la suspension de la Constitution et la dissolution du Parlement élu en novembre 2010, ouvrant une période transitoire fixée à six mois,. Elle s’empare des pouvoirs législatif et exécutif. Une commission de réforme de la constitution, présidée par Tarek al-Bichri et composée de huit juges, est formée le 15 février et doit rendre des propositions de réforme avant le 26, propositions qui seront soumises à référendum,.
Afin de crédibiliser et de légitimer le processus de transition démocratique, des généraux rencontrent le 14 des blogueurs considérés comme représentatifs des jeunes révoltés.
Le 22 février, un premier remaniement ministériel a lieu : treize ministères sont confiés à des hommes nouveaux, dont celui du Pétrole. L’ouverture concerne un ministre membre des Frères musulmans (pour la première fois depuis 1954), un ministre du parti Wafd (pour la première fois depuis 1952), ainsi qu’un ministre du parti marxiste Tagammou. Parmi les autres nouveaux ministres, on compte des personnalités réputées pour leur intégrité, comme le nouveau vice-Premier ministre, Yahia Elgamal, opposant de longue date et constitutionnaliste renommé, ou pour leur popularité auprès des jeunes, comme le nouveau ministre de la Culture. Ce gouvernement est renvoyé sous la pression de l’opposition le 3 mars, et remplacé par Essam Charaf avec l'aval de l'armée. Un nouveau cabinet est constitué.
Le 19 mars, le référendum constitutionnel valide les propositions d’amendement remises le 28 février par la commission présidée par Tarek el-Bishri, le calendrier de l’armée étant ainsi respecté. La participation de 41 %, quoique minoritaire, est quatre fois plus élevée que lors des référendums convoqués par la dictature de Moubarak. Le Conseil suprême des forces armées décide alors, plutôt que de modifier la constitution en fonction des amendements approuvés par référendum, de proclamer une « déclaration constitutionnelle » les incluant au sein de 62 articles, non-soumis à la ratification du peuple ; ce décret ou déclaration constitutionnelle du 30 mars est fondateur d’une Seconde République égyptienne. En même temps, l’armée annonce que l’état d'urgence sera levé avant les élections législatives de mi-septembre, qu’elle remettra le pouvoir législatif aux députés dès leur élection, et qu’elle conservera le pouvoir exécutif jusqu'aux élections présidentielles.
Amr Moussa annonce immédiatement sa candidature à ces élections, suivi de Mohammed el-Baradei.
Le 16 avril, une autre institution clé du régime de Moubarak est déboulonnée. À la suite d'une plainte d’une association de défense des droits de l’homme, la Cour administrative du Caire ordonne la dissolution du Parti national démocrate, sans exposer ses motifs, et en présence du secrétaire général du parti, Talaat Sadate, neveu d’Anouar el-Sadate. Ses avoirs sont saisis et dévolus à l’État,,. Le parti est également poursuivi par des propriétaires privés, dont le parti occupait des locaux dont la location était extorquée à très bas prix. Parallèlement, la déclaration des partis est considérablement facilitée, ce qui permet la création de nombreux partis et au parti communiste égyptien de sortir de 89 ans de clandestinité.
Parmi les débats majeurs de la démocratie en construction, figure la place de l’islam dans la société égyptienne. Dans la constitution de l’ancien régime, l’article 2 précise que la source principale de la législation est la charia, et les Frères musulmans sont la principale force organisée du pays, et sont donc favoris pour les prochaines élections. Cependant, ils sont concurrencés par les Jeunes Frères, plus libéraux, et les salafistes, plus conservateurs. Ils sont également contredits par certaines autorités religieuses, comme le grand imam d’Al-Azhar, qui soutient la liberté de culte. Une loi est en projet pour régler le problème de la construction de lieux de culte : les mêmes règles s’appliqueraient pour les églises et les mosquées, avec une surface minimale de 1 000 m² et une distance réglementaire entre deux lieux de culte.

### Épuration judiciaire et administrative
Dès le 12 février, le procureur général du Caire publie une liste de 43 personnalités interdites de voyage international. Après la chute de Moubarak, les enquêtes visant des cadres du régime ont lieu ; les premières sont lancées pour des délits financiers et ne concernent que les personnalités les moins appréciées, puis elles touchent de plus en plus de personnes et pour des crimes de plus en plus graves, dans un mouvement que les analystes de droite qualifient de « purification » du pays. L’enquête sur les biens de Moubarak et de sa famille est ouverte le 14, et la saisie de ses biens est ordonnée le 1er mars.
Dans un premier temps, trois anciens ministres sont mis en état d’arrestation le 17 février : Habib el-Adli, ancien ministre de l’Intérieur, Zoheir Garranah, ancien ministre du Tourisme, et Ahmad el-Magrhabi, ancien ministre de l’Habitat, tous pour détournement de fonds publics, et d’un homme d’affaires, Ahmed Ezz. C'est aussi le cas d'Anas al-Fekki, ministre de l'information, le 23 février. Les affaires de corruption des dignitaires de l'ancien régime commencent à sortir au grand jour : ainsi, l'ancien ministre de la Défense est mis en résidence surveillée. Plusieurs autres sont interdits de départ du territoire. L’industriel Ahmed Ezz, possédant plusieurs aciéries, proche de Gamal Moubarak et également cadre du PND, est mis sous les verrous. Quarante-trois autres personnalités du régime Moubarak ont interdiction de quitter le pays et leurs avoirs financiers sont gelés.
La revendication constante de libération des prisonniers politiques est rejetée par l’armée.
Le 12 mars, le député Abdel-Nasser Gabry est arrêté, soupçonné d’avoir organisé l’attaque des baltaguias montés sur des chameaux contre les manifestants de la place Tahrir. Le 30 mars, les responsables de journaux appartenant à l’État sont licenciés, dont Oussama Saraya, directeur d’Al-Ahram. Le 2 avril, ce sont les dirigeants des médias audiovisuels publics qui sont mis à pied, dont le directeur de l’Information, Abdelatif Al-Menaoui, responsable des journaux télévisés où les manifestations de la place Tahrir étaient tues ou présentées comme un complot des terroristes chiites. Le procès d’Habib el-Adli débute le 3 avril, sous haute protection de l’armée, qui contrôle le processus d’épuration.
Malgré cela, les révolutionnaires de la place Tahrir sont très largement insatisfaits, des personnalités comme Zakaria Azmi, chef de cabinet de Moubarak, Safouat Al-Chérif, secrétaire général du PND, Fathi Srour, ne sont nullement inquiétés pour le moment, sans compter le président Moubarak lui-même. À l’inverse, des manifestants arrêtés entre le 25 janvier et début mars sont toujours en prison. Toujours pour achever rapidement la révolution, l’armée interdit les manifestations le 23 mars,. Michaël Nabil Sanad, dont le blog Ibn Ra recense les exactions de l’armée durant la révolution, est arrêté le 29 mars à son domicile,. C’est d’ailleurs pour réclamer le procès de Moubarak et une lutte contre la corruption plus énergique qu'une manifestation est organisée le 8 avril 2011. Alors que la veille, le directeur de cabinet de Moubarak, Zakariya Azmi, est arrêté, elle rassemble entre cent et deux cent mille manifestants au Caire,, dont des officiers subalternes en uniforme, malgré l'interdiction. Le nombre total de manifestants dépasse les 500 000 dans tout le pays. Après la fin de la manifestation place Tahrir au Caire, plusieurs centaines de manifestants résistent aux tentatives de dispersion par l’armée dans la nuit, et les tirs de l'armée et de la police tuent un manifestant et en blessent 71. Les occupants de la place sont néanmoins sont renforcés jusqu'à être deux mille dans la matinée de samedi, avec un nouveau mort dans les affrontements, et encore plus de mille dimanche 10 avril. Sous la pression de ces manifestations, le procureur Abdel Maguid Mahmoud ordonne l’arrestation du l’ancien président, jusque là assigné à résidence, et ouvre une enquête sur la responsabilité de l’ancien président dans les morts des manifestants par. Différentes enquêtes pour corruption concernent l’ancien président, son épouse et ses deux fils Gamal Moubarak et Alaa Moubarak. Le chef du service national de médecine légale est lui aussi arrêté pour avoir validé les certificats de santé permettant à Moubarak de simuler un infarctus, ainsi que pour son rôle sous la dictature. L’ancien premier ministre Ahmed Nazif est lui arrêté pour « gaspillage de fonds publics ».
En réaction au brutal retour à l’ordre imposé par l’armée, avec tortures et enlèvements, un Front de défense des activistes s’est créé pour défendre les milliers de révolutionnaires arrêtés et jugés par la justice militaire en vertu de l’état d’urgence et des lois votées à la fin de la dictature Moubarak.
Le procès du ministre de l’Intérieur, Habib el-Adli, accusé d’être responsable de la répression de la révolution du 25 janvier ayant fait 846 morts, commence le 26 avril.
Les gouvernorats sont aussi épurés : le 14 avril, vingt gouverneurs sur vingt-sept sont changés, et deux gouvernorats supprimés, mais cette réorganisation suscite des manifestations, à Alexandrie, et surtout à Qena. Dès la nomination d’Emad Mikhaïl dans ce gouvernorat du centre de l’Égypte, des manifestations importantes ont eu lieu, motivées à la fois par sa religion (il est chrétien) et par sa carrière. Les manifestants musulmans bloquent routes et voie ferrée, interdisant toutes communications entre le sud et le nord de l’Égypte,.
À la suite d'une plainte, le tribunal administratif du Caire ordonne que tous les lieux et toutes les institutions portant le nom du couple présidentiel soient débaptisés, en raison « du passé corrompu » du dictateur. « La légitimité révolutionnaire veut que tous les signes de corruption et de népotisme soient éliminés pour entamer une nouvelle vie politique fondée sur la démocratie et la transparence ». Cela concerne 549 écoles, mais aussi des rues, ponts, stations de métro, bibliothèques et d'autres institutions,.
Les 1 750 conseils municipaux, dont 97 % des 50 000 conseillers appartiennent au PND et qui sont accusés de maintenir clientélisme, corruption et l’influence du parti de l’ancien dictateur, sont dissous le 28 juin par la Cour administrative suprême du Caire.

### Après la crise politique, les affrontements se déplacent sur le terrain social
Les mouvements de grève s'étaient multipliés la semaine d'avant la chute de Moubarak. La grève des transports du Caire, commencée le jeudi 10, se prolonge au moins jusqu'au lundi 14, comme celles de Suez. De plus, dès le lendemain du départ de Hosni Moubarak, les salariés des banques, des hôpitaux, des magasins d'État, des ouvriers du privé se mettent en grève, grève qui dure encore le lundi. À partir du dimanche, ces mouvements s'étendent dans tout le pays, dans d'autres entreprises des secteurs du transport, de la banque, du pétrole, du textile et dans la fonction publique,.
Contrairement à la Tunisie, le fait que l'armée ait joué ce rôle clef dans la mise à l'écart de Moubarak risque d'être une limite à la démocratisation et au changement des institutions en Égypte, sans parler du changement social. Ainsi, l'armée lance des appels répétés au retour à la normale, alors que les grèves se multiplient dans le secteur public comme dans le secteur privé, y compris dans la police, pour demander des hausses de salaire.
Partout, les revendications, motivées en partie par les différences de rémunération entre dirigeants et ouvriers, portent :
- d'abord sur des hausses de salaire et un salaire minimum (200 $ pour la FESI et son émanation politique, le Parti démocratique des travailleurs[261]) ;
- la titularisation des travailleurs précaires ;
- sur une protection sociale et une assurance maladie, inexistantes pour la plupart des travailleurs en Égypte ;
- parfois, le départ des cadres supérieurs et des dirigeants, jugés corrompus ;
- une autre revendication se renforce des révélations sur les privatisations frauduleuses de compagnies d’État : la renationalisation des sociétés vendues, souvent à des groupes étrangers[261].

De plus, une manifestation a eu lieu devant le siège de l'Union des travailleurs égyptiens, pour exiger le départ d'Hussein Megawer, son président jugé corrompu.
Une grève exemplaire est celle de Misr Filatures et Tissages, basée à Mahalah, et considérée comme un bastion ouvrier. Cette entreprise d’État emploie environ 24 000 ouvriers, contre 30 000 à son maximum dans les années 1990. La grève est entamée le 9 février, en soutien aux manifestants de la place Tahrir. Les revendications portent également sur les conditions de travail, l’éviction d’une partie de la direction jugée corrompue, et les salaires. Les ouvriers de Misr ne gagnent que de quatre-cents à six-cents livres égyptiennes par mois, et sont obligés d’avoir un ou plusieurs emplois complémentaires pour subvenir aux besoins de leur famille. Ils revendiquent un salaire minimum à 1 500 livres égyptiennes. La grève est suspendue le 13 février, soit deux jours après le départ de Moubarak. La grève reprend le 16, et concerne 15 000 des 24 000 ouvriers, pour être suspendue le 20, les salaires ayant été augmenté de 25 %. Les salariés de la Banque nationale d'Égypte par exemple, poussent leur président Tarek Amer à démissionner, quasiment jeté dehors par ses ouvriers. Le 15, les grèves s'arrêtent en raison de l'anniversaire de la naissance de Mahomet. Le 16, des centaines de grèves reprennent dans les banques, le port d'Alexandrie, l'industrie textile, la sidérurgie, la Bourse, les chemins de fer, la poste, les médias, les hôpitaux et la police.
Dans la première semaine après le départ d’Hosni Moubarak, les militaires confirment une hausse de 15 % des salaires des fonctionnaires et des pensions de retraite, accordée par l'ex-dictateur. Toujours dans le but de limiter l’expansion du mouvement de grève, la banque centrale d’Égypte déclare le lundi 14 férié dans le secteur bancaire, espérant qu’avec le lendemain 15, jour anniversaire de la naissance du prophète Mahomet, cela imposera une pause assez longue pour briser l’essor du mouvement de grève.
Les petits paysans, en butte aux spoliations de terre depuis une quinzaine d’années, et qui ont participé au blocage de l’économie début février, commencent à réoccuper les terres, leur « outil de production ». Lors de heurts entre les paysans et les hommes de main des grands propriétaires fonciers, des paysans sont blessés. Certains bâtiments appartenant aux puissants sont incendiés. On constate aussi des débuts de constructions sauvages sur des terrains de l'État ou des terres agricoles, qui s’ajoutent aux nombreuses expulsions de directeurs.
De nouveaux syndicats indépendants naissent : conducteurs de bus, postiers, industrie du textile, travailleurs du cuir et techniciens des hôpitaux. La Fédération des syndicats égyptiens est abandonnée massivement, par ses syndiqués individuellement ou par des syndicats entiers, qui rejoignent la FESI, fondée le 30 janvier par les quatre syndicats indépendants (Techniciens de santé, Professeurs, Retraités et Employés des Impôts). Pour contrer cette multiplication de mouvements, les militaires proposent de criminaliser les manifestations et les sit-in qui gêneraient l’activité économique. De même, les protestations professionnelles ne seraient autorisées que les jours fériés ou après les heures de travail,, ce qui n’empêche pas les mouvements de se multiplier en mars et en avril, demandant meilleurs salaires, meilleures conditions de travail et la déprivatisation des entreprises d’État vendues au privé.
Le 1er mai, entre 1 000 et 2 000 personnes fêtent les Travailleurs place Tahrir et revendiquent un salaire minimum de 1 500 £.
Dans la loi de finances 2011-2012, le salaire minimum est fixé à 684 LE, un niveau jugé insuffisant par les organisations militantes, ce qui motive les manifestations du 8 juillet.

### Conséquences économiques
Tous ces mouvements sociaux retardent la reprise des cotations de la Bourse égyptienne jusqu’au 23 mars, malgré de nombreuses promesses de réouverture. Elle subit une baisse de 9 % le premier jour, baisse qui se poursuit le 24 mars, puis repart à la hausse, de façon inexpliquée, peut être avec un soutien du gouvernement. La note donnée à la dette égyptienne par l’agence Fitch est revue à la hausse en juillet.
Lors du premier trimestre 2011, le produit intérieur brut a diminué de 4,2 %. Les secteurs les plus touchés sont le tourisme dans son ensemble qui baisse de 80 % en février, de 60 % en mars, de 35 % en avril ; si la fréquentation pourrait être du niveau de 2010 cet été, la perte enregistrée est déjà de 1,6 milliard d'euros, mais aussi l’industrie (12 % de baisse), les transports (10 %), et la construction, qui recule de 9 %.
L’ensemble de l’économie est touché par les grèves, les fermetures de port, l’arrêt de l’économie causé par le couvre-feu, les hausses de salaires. La foire internationale du livre du Caire, la plus importante du monde arabe, qui devait ouvrir ses portes le 29 janvier, est annulée. Les dizaines de milliers d’ouvriers émigrés en Libye et revenus depuis le début de la guerre civile libyenne risquent également de peser sur l’économie égyptienne, car ils auront du mal à retrouver un emploi,. Après avoir demandé une aide de trois milliards au FMI, le gouvernement égyptien y renonce, les aides du Qatar (dix milliards d'investissement) et de l'Arabie saoudite (quatre milliards de prêts et de dons) lui suffisant et pesant moins sur son budget.
Les hausses de salaire dans la fonction publique et des pensions de retraite, de 10 à 30 % (pour une inflation de 12 %), creusent le déficit budgétaire, déjà de 8,4 % du produit intérieur brut (PIB). Le gouvernement a créé un fonds d'indemnisation de 840 millions de dollars, en faveur des propriétaires de biens endommagés par la révolution (usines, commerces, voitures).
Toujours dans le domaine économique, la Banque mondiale avertit le 14 avril que l’inflation continue et rapide des prix alimentaires (36 % depuis un an), risque de plonger dix millions d’égyptiens de plus dans la pauvreté.
Parmi les éventuelles conséquences positives, il y a la révision possible des contrats de vente du gaz naturel, notamment vers Israël et la Jordanie. Les contrats ont été établis à des conditions très défavorables, les prix du marché étant entre 50 % et 150 % plus élevés selon Al-Ahram. Cette révision pourrait entraîner des recettes supplémentaires de trois à quatre milliards de dollars par an. De la même façon, les compagnies de production d’électricité achètent leur gaz à un prix représentant entre 11 % et 20 % du prix du marché et certaines ventes de sociétés d’État vendues à des prix très favorables à l’acheteur sont annulées ou en cours d’annulation (comme celle d’Omar Effendi).

### Les contestations continuent, l’opposition à l’ancien dictateur s’organise
Des incendies présentés comme « accidentels » ont lieu depuis le début du mois de février dans les locaux de diverses administrations relevant du ministère de l'Intérieur, détruisant des archives éventuellement compromettantes,. Le week-end des 5 et 6 mars, les révolutionnaires s'emparent de tous les sièges locaux et du siège national de la police politique, Amn el-Daoula, qui a torturé et assassiné impunément pendant des décennies. Les responsables de l'antenne d'Alexandrie avait commencé de brûler les dossiers compromettants, ce qui a provoqué l'assaut du bâtiment par les manifestants, malgré les tirs. Alors que les dirigeants de la police politique du Caire avaient commencé de faire disparaître les preuves de leurs activités au broyeur, pour éviter de donner l’alerte comme à Alexandrie, 2 500 manifestants se regroupent, grâce au téléphone et à Twitter, et pénètrent dans le bâtiment, malgré l'armée qui protégeait le bâtiment. Les manifestants s'emparent ou photographient les dossiers qui restent. Les révolutionnaires font la même chose dans toute l'Égypte, et publient dès le lendemain des extraits, concernant juges, ministres, militaires ou opposants et mettant en cause le ministre de l'Intérieur dans les tirs de snipers sur les manifestants. La police politique est dissoute le 16 mars, et remplacée par une nouvelle Force de sécurité nationale. Soixante-sept policiers sont inculpés pour destruction de documents le lundi 7 mars. Quelques jours après, quarante-sept policiers sont mis en examen pour destruction de documents.
La communauté copte est visée par des violences : après l’incendie d’une église au village de Soul, le 4 mars, des baltaguias (payés ou non par la police) font treize morts et cent-quarante blessés dans le quartier de Mokattam au Caire, dans la nuit du 8 au 9 mars. L’ancienne police politique est d’ailleurs accusée de les provoquer. Autre violence politique : la place Tahrir est à nouveau évacuée violemment le 9 mars, en fin d’après-midi : les révolutionnaires occupant la place sont attaqués par des centaines d’hommes en civil, qui détruisent le campement : tentes, monument aux martyrs, etc. Lors de l’évacuation, l’armée arrête au moins cent-soixante-dix manifestants. Ces manifestants sont torturés par les militaires dans la prison 28 pendant plusieurs jours. Certains révolutionnaires sont jugés par des tribunaux militaires et sont condamnés à des peines de plusieurs années de prison (entre un et sept ans) sous divers chefs d’inculpation et sans défenseur : non-respect du couvre-feu, vol, détention d'armes, troubles à l'ordre public, etc. La plupart ont été emprisonnés dans le musée du Caire, puis torturés. Les enfants faits prisonniers sur la place ce jour-là sont placés en centre de redressement, les femmes sont condamnées à du sursis. Environ 8 000 révolutionnaires arrêtés depuis le 25 janvier ont été condamnés, par groupes allant de cinq à trente, et sur la base d’aveux préparés et signés sous la contrainte, à des peines allant de six mois à la perpétuité,.
Les Comités de défense populaire, créés par les jeunes dans chaque quartier pour protéger les biens et les personnes des attaques des baltaguias stipendiés du régime, fin janvier, sont toujours actifs en mai. Ceux qui s’étaient dissous sont reformés pour protéger la révolution. Ils sont un lieu d’élaboration et de défense de revendications politiques et sociales. Ils se donnent également comme rôle la surveillance des institutions, de formation des citoyens, de protection des manifestations. Pour limiter leur influence, le pouvoir et les contre-révolutionnaires utilisent les menaces ou la limitation de leur champ d’action, par exemple à la lutte contre la corruption dans le Sinaï. Le 22 avril, à Tahrir, les « comités populaires pour la défense de la révolution » sont lancés. Estimant la révolution menacée, les révolutionnaires égyptiens constituent, à l’imitation des tunisiens, un Conseil national « des gardiens civils de la révolution », le 7 mai. Les comités de défense de quartier sont réactivés pour assurer la sécurité des épreuves du bac au mois de juin.
Un syndicat de la paysannerie est fondé dans le delta avec Mohamad Abdel-Qader comme président. Afin de contourner le monopole du syndicat des Journalistes et de la loi 76/1970, qui interdit le travail journalistique aux non-adhérents, des journalistes créent le syndicat des Journalistes indépendants.
Apparaissant comme la principale force politique, les Frères musulmans créent le Parti de la liberté et de la justice, début mai (il est légalisé le 6 juin), mais l'organisation caritative est menacée par l'éclatement (voir l'article détaillé).
Le 27 mai, les principales organisations de jeunes révolutionnaires, le mouvement du 6 avril et la Coalition des jeunes pour la révolution, appellent à manifester pour reprendre le contrôle de la révolution aux militaires du CSFA, achever les objectifs de la révolution :
- dans le domaine politique : la mise en place immédiate d'un pouvoir civil ;
- dans le domaine économique : redresser l'économie et instaurer un salaire minimum décent ;
- libérer les manifestants arrêtés et condamnés par les militaires ;
- dans le domaine institutionnel : remettre la police au travail sous contrôle judiciaire, purger les médias et les institutions locales, et juger les responsables du régime Moubarak. Des dizaines de milliers de jeunes répondent à l'appel ; la manifestation se passe sans incident, les militaires ayant décidé de se tenir à distance et le service d'ordre étant assuré par les jeunes, comme lors de la révolution du 25 janvier[307],[308]. Malgré l'appel à ne pas manifester des Frères musulmans[307],[309], des milliers de pratiquants musulmans participent à la manifestation, parfois en tant que membres des Jeunesses des Frères musulmans (à Suez), ce qui relativise leur influence au sein des activistes[309],[310]. Des manifestations ont lieu non seulement place Tahrir au Caire, mais aussi dans toutes les grandes villes d'Égypte[309] (il y a plus de manifestants à Alexandrie qu’à Suez[310]). Comme lors des manifestations de février, les participants sont mélangés socialement, et nettoient la place à la fin de la manifestation[309].

À partir de janvier 2012, certains groupes de jeunes gens s'organisent avec des vidéoprojecteurs pour dénoncer les exactions de l'armée lors de projections publiques dans les villes à l'inttention des égyptiens n'ayant pas accès à Internet.

#### Violences des 29-30 juin et nouvelles manifestations
La tension monte à propos des procès post-révolutionnaires : ceux des manifestants arrêtés, jugés par des tribunaux militaires en vertu de l’état d’urgence, ceux des responsables des morts des dix-huit journées de janvier et février, et ceux pour corruption des officiels du régime de Moubarak. Les mouvements de révolutionnaires demandent la libération des premiers (prisonniers politiques) et l’accélération des autres procès. Des affrontements violents ont lieu entre la police et des familles de victimes des dix-huit journées de janvier et février, au Caire le soir du 29. Les familles sont renforcées de milliers de militants, et les affrontements se prolongent le 30 juin,, et font plus de mille blessés. D’autres émeutes éclatent à la suite de la libération de policiers dans le reste du pays. La manifestation du 8 juillet, baptisée « vendredi des martyrs et pauvres de l’Égypte », pour les revendications essentielles de la révolution, à savoir liberté d’expression, procès publics pour les corrompus et fin des procès de civils en cour martiale. Cette manifestation  rassemble plusieurs dizaines de milliers de personnes place Tahrir ; l’appel est également bien suivi dans le reste de l’Égypte : la réponse immédiate du CSFA est de promettre le licenciement des policiers responsables de meurtres, mais sans calendrier précis,. L’éventualité de la mise en place de tribunaux révolutionnaires est évoquée et la coalition qui avait appelé à la manifestation du 8 juillet, appelle à une marche millionnaire pour le mardi 12. Conséquences de ces manifestations : 587 généraux de police sont mis à la retraite et les législatives pourraient être reportées.

## Révolution ou soulèvement populaire?
Certains auteurs ne qualifient pas ces évènements de « révolution » : si le changement politique est rapide, il n’est pas encore complet, et ne s’accompagne pas de changements économiques et sociaux radicaux, ; Baudoin Dupret observe une « rénovation » sociale et regrette que les observateurs reprennent le discours des acteurs sans prise de distance critique.
D’autres auteurs, sans remettre en cause le caractère révolutionnaire du processus en cours, considèrent que sans changement en profondeur de la société, du système politique, des valeurs et des comportements, il n’y a pas de révolution. De même, aucun responsable en poste avant la révolution du 25 janvier n’a quitté volontairement son poste, admis ses erreurs, ou exprimé un désir de se changer lui-même. La révolution n’est donc pas achevée.

## Agressions sexuelles de journalistes
Pendant ces événements, plusieurs journalistes sont battues et sexuellement agressées parmi lesquelles on trouve l'Américaine Lara Logan, la Française Caroline Sinz de France 3 ou encore l'Américano-Égyptienne Mona Eltahawy, victime de violences physiques et d'agression sexuelle de la part de policiers et de militaires,,.

## Réactions internationales
Selon le journal Le Monde, « la communauté internationale s’avère unie dans le silence » au sujet des manifestations du 28 janvier.
- La présidente de la Confédération Suisse et ministre des affaires étrangères Micheline Calmy-Rey s’est dite « préoccupée par l’escalade de la violence en Égypte ». Elle appelle le gouvernement égyptien à « respecter les libertés d’expression et de rassemblement »[331]. Plusieurs manifestations ont eu lieu, notamment à Berne le premier février[332] ainsi qu’à Zürich[333] et Genève[334] le 5 février. Chacune de ces manifestations a réuni entre cent et trois-cents personnes. Le 11 février, une demi-heure après l’annonce de la démission du président égyptien, Micheline Calmy-Rey déclare au nom du Conseil fédéral que les éventuels fonds de Moubarak et de sa famille placés dans les banques suisses seraient bloqués[335].
- Au soir de la journée du 28, le porte-parole de la diplomatie américaine « twitte » un message selon lequel les États-Unis s’inquiètent des événements en Égypte et appellent à « respecter les droits fondamentaux, à éviter la violence et à permettre les communications[336]. » Hillary Clinton appelle le gouvernement égyptien à engager de profondes réformes sociales et économiques[337]. Le président Obama s’est exprimé publiquement à plusieurs reprises, dont le 1er février quand il répète les propos qu’il a tenu au président Moubarak : une transition politique ordonnée en Égypte « doit être sérieuse, elle doit être pacifique et elle doit débuter maintenant. »[338] ; puis le 11 février : cette « transition doit rassembler toutes les voix car l'esprit de la protestation pacifique et la persévérance dont a fait montre le peuple égyptien peuvent être un vent puissant qui facilitera le changement. » et « Les Égyptiens nous ont inspirés, et ils l'ont fait en infligeant un démenti à l'idée que la violence est le plus sûr moyen d'obtenir justice ; car en Égypte, c'est la force morale de la non-violence - non pas le terrorisme, non pas la tuerie aveugle, mais la non-violence, la force morale - qui a fait ployer l'arc de l'histoire vers la justice, une fois de plus. Et bien que les vues et les sons qui nous sont parvenus aient été entièrement égyptiens, nous ne pouvons nous empêcher d'ouïr les échos de l'histoire : ceux d'Allemands abattant un mur, d'étudiants indonésiens descendant dans la rue, de Gandhi conduisant son peuple vers la justice. »[339] Newt Gingrich, l'un des principaux dirigeants du Parti républicain, déclare : « Il me semble étrange que Moubarak, qui a été notre allié pendant des années, qui a fait tout ce qu’il pouvait pour aider les États-Unis, qui nous a assistés lors de nos campagnes en Irak, qui a fait littéralement tout ce que nous lui avons demandé, soit lâché du jour au lendemain par l’administration Obama, signalant au monde entier : ‘‘Ne vous fiez pas aux États-Unis, parce qu’ils vous abandonneront en un clin d’œil, dès qu’ils en auront envie’’[340]. »
- La chancelière fédérale allemande Angela Merkel déclare que « cela ne sert à rien d’enfermer les gens et de limiter les canaux d’information, nous devons parvenir à un dialogue pacifique. La stabilité du pays est d’une grande signification mais pas au prix de la liberté d’opinion. Nous devons tout faire pour que la violence cesse sinon il y aura des victimes innocentes »[341].
- En France, une manifestation de soutien a eu lieu le 28 janvier, place du Châtelet[342]. Le Quai d’Orsay demande aux ressortissants français de limiter leurs déplacements[129].
- Au Canada, des rassemblements se sont tenus dans plusieurs grandes villes le 28 janvier, dont Montréal. Une centaine de personnes se sont rendues devant le consulat d’Égypte[343].
- Le 31 janvier 2011, le Premier ministre israélien, Benyamin Netanyahou, se dit inquiet de la situation en Égypte, affirmant : « Un mouvement islamiste organisé peut prendre le contrôle de l’État. C’est arrivé en Iran et ailleurs ». Il demande à ses ministres de ne pas faire de commentaires, afin de ne pas aggraver la situation[344]. Plus tôt, le président Shimon Peres, déclare : « Peu importe tout ce qui est dit sur le président Moubarak. De notre côté, nous le remercions sincèrement pour son action incessante en faveur de la paix et de la stabilité au Proche-Orient »[345].
- Le Premier ministre turc, Recep Tayyip Erdoğan, s’est adressé à Hosni Moubarak en ces termes : « Écoutez les cris du peuple et leurs revendications très humanistes. Il vous faut satisfaire sans hésitation la volonté de changement provenant du peuple. Ne donnez aucune chance aux exploiteurs, à ceux qui ont de mauvaises idées pour l’Égypte, de prendre l’initiative. Agissez pour la paix, la sécurité et la stabilité de l’Égypte. Agissez pour satisfaire le peuple. Les règles du jeu démocratique requièrent le respect de la volonté du peuple, ses demandes et appellent à ne pas les ignorer »[346].
- Le roi Abdallah apporte son soutien au président Moubarak.

### Œuvres
- 18 jours est une œuvre collective de dix réalisateurs, sur la révolution du 25 janvier, présentée au festival de Cannes 2011.
- Ahmed Ghanem, La révolution égyptienne des points de vue politique, social et économique[348].
- The Square est un film documentaire sorti en 2013 et réalisé par Jehane Noujaim.
- Tahrir, place de la Libération est un film documentaire réalisé par Stefano Savona sorti en France en 2012[349].
- J’ai couru vers le Nil Alaa El Aswany, Actes Sud 2018 . Prix Transfuge du meilleur roman arabe